# Filosofia budista
A filosofia budista refere-se às investigações filosóficas e sistemas de investigação que se desenvolveram entre várias escolas budistas na Índia após o parinirvana (ou seja, a morte) do Buda e depois se espalharam por toda a Ásia. O caminho budista combina raciocínio filosófico e meditação. As tradições budistas apresentam uma infinidade de caminhos budistas para a libertação, e pensadores budistas na Índia e posteriormente no leste da Ásia abordaram tópicos tão variados quanto fenomenologia, ética, ontologia, epistemologia, lógica, filosofia do tempo e metafísica em suas análises desses caminhos.

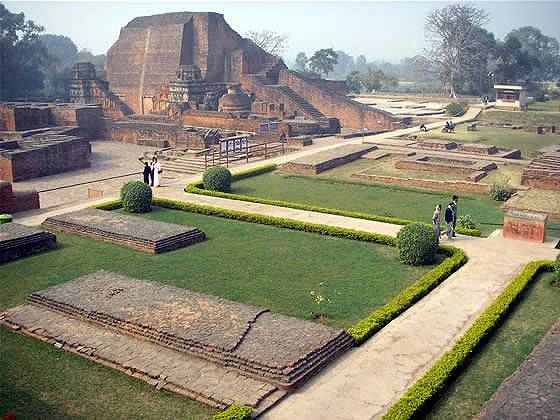
A universidade e mosteiro budista de Nalanda é considerada por historiadores a primeira universidade residencial planejada do mundo, cujas inscrições e registros indicam um sistema hierarquizado do câmpus que abrigava cerca de 10000 estudantes e 2000 professores. Foi um importante centro de aprendizado de filosofia na Índia desde o século V d.C. até o século XII.

O budismo primitivo foi baseado em evidências empíricas obtidas pelos órgãos dos sentidos (ayatana) e o Buda parece ter mantido uma distância cética de certas questões metafísicas, recusando-se a respondê-las porque não conduziam à libertação, mas levavam a mais especulações. Um tema recorrente na filosofia budista tem sido a reificação de conceitos e o subsequente retorno ao Caminho do Meio Budista.
Pontos particulares da filosofia budista têm sido frequentemente objeto de disputas entre diferentes escolas do budismo. Essas elaborações e disputas deram origem a várias escolas no início do budismo de Abhidharma e às tradições maaianas, como Prajnaparamita, Madhyamaka, Natureza de Buda e Iogachara.

## Fases históricas da filosofia budista
Edward Conze divide o desenvolvimento da filosofia budista indiana em três fases:
1. A fase das doutrinas budistas pré-sectárias derivadas de tradições orais que se originaram durante a vida de Gautama Buda, e são comuns a todas as escolas posteriores do budismo.
2. A segunda fase diz respeito ao budismo "escolástico" não-maaiana, como é evidente nos textos Abhidharma que começam no século III a.C., que apresentam retrabalho escolástico e classificação esquemática do material nos sutras.
3. A terceira fase diz respeito ao Maaiana, começando no final do primeiro século EC. Este movimento enfatiza o caminho de um bodisatva e inclui várias escolas de pensamento, como Prajñaparamita, Madhyamaka e Iogachara.

Vários elementos dessas três fases são incorporados e/ou desenvolvidos na filosofia e visão de mundo das várias seitas do budismo que então surgiram.

## Orientação filosófica
A filosofia na Índia visava principalmente a libertação espiritual e tinha objetivos soteriológicos. Em seu estudo da filosofia budista Mādhyamaka na Índia, Peter Deller Santina escreve:

Em primeiro lugar, a atenção deve-se voltar para o fato de que os sistemas filosóficos na Índia raramente eram, ou nunca, puramente especulativos ou descritivos. Praticamente todos os grandes sistemas filosóficos da Índia: Sāṅkhya, Advaitavedānta, Mādhyamaka e assim por diante, estavam preocupados em fornecer um meio para a libertação ou salvação. Era uma suposição tácita com esses sistemas que se sua filosofia fosse corretamente compreendida e assimilada, um estado incondicionado livre de sofrimento e limitação poderia ser alcançado. [...] Se este fato é negligenciado, como muitas vezes acontece como resultado da propensão engendrada pela filosofia ocidental formal para considerar o empreendimento filosófico como puramente descritivo, o real significado do indiano e do budista filosofia será perdido.
Para os filósofos budistas indianos, os ensinamentos do Buda não deveriam ser tomados apenas pela fé, mas confirmados pela análise lógica (pramana) do mundo. Os primeiros textos budistas mencionam que uma pessoa se torna um seguidor dos ensinamentos do Buda depois de ponderá-los com sabedoria e o treinamento gradual também exige que um discípulo "investigue" (upaparikhati) e "escrutinize" (tuleti) os ensinamentos. O Buda também esperava que seus discípulos o abordassem como um professor de maneira crítica e examinassem suas ações e palavras, como mostrado no Vīmaṃsaka Sutta, incentivando a por a autoridade de professores espirituais em inquérito a partir do resultado de suas vivências e exemplos e a questionar a autoridade de palavras de mestres (suas próprias inclusive), escrituras e tradições―até mesmo a própria lógica, raciocínios e deduções, como no Kālama-sutta.

## O Buda e o budismo primitivo

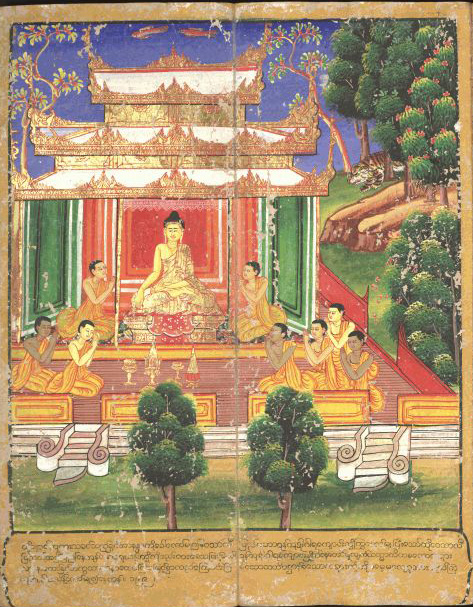
Gautama Buda cercado por seguidores, de uma aquarela birmanesa do século XVIII

### O Buda
A opinião acadêmica varia sobre se o próprio Buda estava envolvido em investigações filosóficas. O Buda (c. século V a.C.) foi um sramana do norte da Índia (asceta errante), cujos ensinamentos são preservados nos Nikayas pális e nos Ágamas, bem como em outras coleções textuais fragmentárias sobreviventes (conhecidas coletivamente como os textos do budismo inicial). Datar esses textos é difícil, e há discordância sobre quanto desse material remonta a um único fundador religioso. Embora o foco dos ensinamentos do Buda seja alcançar o bem maior do nirvana, eles também contêm uma análise da fonte do sofrimento humano, a natureza da identidade pessoal e o processo de aquisição de conhecimento sobre o mundo.

### O Caminho do Meio
O Buda definiu seu ensinamento como "o caminho do meio" (páli: Majjhimāpaṭipadā). No Dhammacakkappavattana Sutta, tal é usado para se referir ao fato de que seus ensinamentos orientam um caminho intermediário entre os extremos de ascetismo e negação corporal (como praticado pelos jainistas e outros grupos ascéticos) e hedonismo sensual ou indulgência. Muitos sramanas da época do Buda davam muita ênfase à negação do corpo, usando práticas como o jejum, para liberar a mente do corpo. O Buda, no entanto, percebeu que a mente estava incorporada e causalmente dependente do corpo e, portanto, um corpo desnutrido não permitia que a mente fosse treinada e desenvolvida. Assim, a principal preocupação do budismo não é com luxo ou pobreza, mas com a resposta humana às circunstâncias.

### Ensinamentos básicos
Certos ensinamentos básicos aparecem em muitos lugares ao longo desses primeiros textos, então estudos mais antigos de vários estudiosos concluem que o Buda deve pelo menos ter ensinado alguns desses ensinamentos-chave:
- O Caminho do Meio
- As Quatro Nobres Verdades
- O Nobre Caminho Óctuplo
- Os quatro dhyānas (meditações)
- As três marcas da existência
- Os cinco agregados do apego
- Cossurgimento interdependente
- Carma e renascimento
- Nirvana

De acordo com N. Ross Reat, todas essas doutrinas são compartilhadas pelos textos teravadas pális e pelo Śālistamba Sūtra da escola Mahasamghika. Um estudo recente de Bhikkhu Analayo conclui que o Majjhima Nikaya teravada e o Madhyama Agama sarvastivada contêm em maior parte as mesmas doutrinas principais. Richard Salomon, em seu estudo dos textos gandaranos (que são os primeiros manuscritos contendo os primeiros discursos), confirmou que seus ensinamentos são "consistentes com o budismo não-maaiana, que sobrevive hoje na escola Theravada do Sri Lanka e do Sudeste Asiático, mas que nos tempos antigos era representado por dezoito escolas separadas."
No entanto, alguns estudiosos como Schmithausen, Vetter e Bronkhorst argumentam que a análise crítica revela discrepâncias entre essas várias doutrinas. Eles apresentam possibilidades alternativas para o que foi ensinado no budismo primitivo e questionam a autenticidade de certos ensinamentos e doutrinas.
Por exemplo, alguns estudiosos pensam que o carma não era central para o ensinamento do Buda histórico, enquanto outros discordam dessa posição. Da mesma forma, há desacordo acadêmico sobre se o insight foi visto como libertador no budismo primitivo ou se foi uma adição posterior à prática dos quatro dhyāna. De acordo com Vetter e Bronkhorst, dhyāna constituiu a "prática libertadora" original, enquanto insight discernidor sobre a transitoriedade como um caminho separado para a libertação foi um desenvolvimento posterior. Estudiosos como Bronkhorst e Carol Anderson também pensam que as quatro nobres verdades podem não ter sido formuladas no budismo mais antigo, mas como Anderson escreve "emergiram como um ensinamento central em um período ligeiramente posterior que ainda precedeu as redações finais de os vários cânones budistas."
De acordo com alguns estudiosos, a perspectiva filosófica do budismo primitivo era principalmente negativa, no sentido de que se concentrava mais em quais doutrinas rejeitar do que em quais doutrinas aceitar. Apenas o conhecimento que é útil para alcançar a libertação é valorizado. De acordo com essa teoria, o ciclo de convulsões filosóficas que em parte levou à diversificação do budismo em suas muitas escolas e seitas só começou quando os budistas começaram a tentar tornar explícita a filosofia implícita do Buda e os primeiros textos.

### As nobres verdades e a causação
As quatro nobres verdades ou "verdades do nobre" são uma característica central dos ensinamentos e são apresentadas no Dhammacakkappavattana Sutta. A primeira verdade de dukkha, muitas vezes traduzida como sofrimento, é a insatisfatoriedade inerente à vida. Diz-se que esse desconforto não é apenas dor física, mas também uma espécie de mal-estar existencial causado pelos fatos inevitáveis de nossa mortalidade e, em última análise, pela impermanência de todos os fenômenos.
Também surge por causa do contato com eventos desagradáveis e por não conseguir o que se deseja. A segunda verdade é que esse mal-estar surge de condições, principalmente 'desejo' (tanha) e ignorância (avidya). A terceira verdade é então o fato de que se você deixar de lado o desejo e remover a ignorância através do conhecimento, dukkha cessa (nirodha). O quarto é o caminho óctuplo, que são oito práticas que acabam com o sofrimento. Eles são: visão correta, intenção correta, fala correta, ação correta, modo de vida correto, esforço correto, atenção plena correta e samadhi correto (unificação mental, meditação). A meta ensinada pelo Buda, Nirvana, significa literalmente 'extinguir' e significava "a completa extinção da ganância, ódio e ilusão (isto é, ignorância), as forças que alimentam o samsara.
Nirvana também significa que após a morte de um ser iluminado, não há mais renascimento. No budismo primitivo, o conceito de originação dependente era provavelmente limitado a processos de condicionamento mental e não a todos os fenômenos físicos. O Buda entendia o mundo em termos processuais, não em termos de coisas ou substâncias. Sua teoria postula um fluxo de eventos que surgem sob certas condições que são interconectadas e dependentes, de modo que os processos em questão em nenhum momento são considerados estáticos ou independentes. O desejo, por exemplo, é sempre dependente e causado por sensações. As sensações são sempre dependentes do contato com o nosso entorno. A teoria causal de Buda é simplesmente descritiva: "Isto existindo, aquilo existe; isto surgindo, aquilo surge; isto não existindo, aquilo não existe; isto cessando, aquilo cessa" Essa compreensão da causação como "ordenação causal impessoal semelhante a lei" é importante porque mostra como funcionam os processos que dão origem ao sofrimento e também como podem ser revertidos.
A remoção do sofrimento, então, requer uma compreensão profunda da natureza da realidade (prajña). Embora a análise filosófica de argumentos e conceitos seja claramente necessária para desenvolver essa compreensão, não é suficiente remover nossos hábitos mentais inábeis e preconceitos profundamente arraigados, que exigem meditação, emparelhada com compreensão. De acordo com o Buda dos primeiros textos, precisamos treinar a mente em meditação para sermos capazes de ver verdadeiramente a natureza da realidade, que se diz ter as marcas do sofrimento, da impermanência e do não-eu. Diz-se que a compreensão e a meditação trabalham juntas para 'ver claramente' (vipassana) a natureza da experiência humana e isso leva à libertação.

### Anatta
O Buda argumentou que as entidades compostas mentais carecem de essência própria, correspondentemente que não se encontra um eu/self essencial permanente a partir delas que possa ser chamado de "meu": "todos os dhammas são anatta (não são o self)". Isso significa que não há parte de uma pessoa que seja imutável e substancial para a continuidade, e significa que não há "parte da pessoa individual que explique a identidade dessa pessoa ao longo do tempo". Isso está em oposição ao conceito upanixádico de um self perfeito imutável (Atman) identificável no mundo fenomênico e na própria identidade pessoal ao qual presumidamente se poderia agarrar. Pela doutrina do meio termo, não se afirma uma constância ou imutabilidade eterna (sassatavada) da alma (como brâmanes e jainistas afirmavam existir como já dada e possível de ser encontrada no mundo de mudanças para a libertação), devido à impermanência desta, mas nem é ela negada em aniquilação absoluta (como os materialistas do contexto indiano afirmavam), pois há continuidade da pessoa humana. O Buda sustentou que o apego à aparência de algum eu permanente neste mundo de mudança é a causa do sofrimento e o principal obstáculo à libertação.
O argumento mais usado que o Buda empregou contra a ideia de um ego imutável é um empirista, baseado na observação dos cinco agregados que compõem uma pessoa e no fato de que eles estão sempre mudando. Este argumento pode ser colocado desta forma:
1. Todos os processos psicofísicos (skandhas) são impermanentes.
2. Se houvesse um eu, seria permanente.

Não há mais à pessoa do que os cinco skandhas.
∴ Não há eu.
Esse argumento requer a premissa implícita de que os cinco agregados são uma descrição exaustiva do que compõe uma pessoa, ou então o eu poderia existir fora desses agregados. Essa premissa é afirmada em outros suttas, como o SN 22.47, que afirma: "todos os ascetas e brâmanes que consideram vários tipos de coisas como o eu/self, todos consideram os cinco agregados do apego, ou um deles".
Este argumento é notoriamente exposto no Anattalakkhana Sutta. De acordo com este texto, o self aparentemente fixo é apenas o resultado da identificação com os agregados temporários, os processos de mudança que compõem um ser humano individual. Nesta visão, uma 'pessoa' é apenas uma designação nominal conveniente em um certo agrupamento de processos e características, e um 'indivíduo' é uma construção conceitual sobreposta a um fluxo de experiências, assim como uma carruagem é meramente uma designação convencional para as partes de uma carruagem e como elas são montadas. O fundamento desse argumento é empirista, pois se baseia no fato de que tudo o que observamos está sujeito a mudanças, especialmente tudo o que se observa quando se olha para dentro em meditação.
Outro argumento para o 'não-eu', o 'argumento da falta de controle', baseia-se no fato de que muitas vezes procuramos mudar certas partes de nós mesmos, de que a 'função executiva' da mente é aquela que encontra certas coisas insatisfatórias e tenta alterá-las. Além disso, também é baseado no 'Princípio da Antirreflexividade' indiano que afirma que uma entidade não pode operar ou controlar a si mesma (uma faca pode cortar outras coisas, mas não a si mesma, um dedo pode apontar para outras coisas, mas não a si mesmo, etc.). Isso significa, então, que o eu nunca poderia desejar mudar a si mesmo e não poderia fazê-lo (outra razão para isso é que na maioria das tradições indianas além do budismo, o verdadeiro eu ou Atman é perfeitamente feliz e não sofre). O Buda usa essa ideia para atacar tal conceito de eu pleno substancial. Este argumento poderia ser estruturado assim:
1. Se tal eu existisse, seria a parte da pessoa que desempenha a função executiva, o "controlador".
2. O eu [perfeitamente feliz e que não sofre] nunca poderia desejar que fosse mudado (princípio da irreflexividade).
3. Cada um dos cinco tipos de elementos psicofísicos é tal que se pode desejar que seja mudado.

Não há mais à pessoa do que os cinco skandhas.
∴ Não há eu.

Este argumento então nega que haja um "controlador" permanente nos agregados. Em vez disso, vê a pessoa como um conjunto de processos em constante mudança que incluem eventos volitivos os quais buscam mudanças e uma consciência desse desejo de mudança. De acordo com Mark Siderits:
"O que o budista tem em mente é que em uma ocasião uma parte da pessoa pode desempenhar a função executiva, em outra ocasião outra parte pode fazê-lo. Isso tornaria possível que cada parte estivesse sujeita ao controle sem que houvesse qualquer parte que sempre preenchesse o papel do controlador (e assim seria o self). Em algumas ocasiões, uma determinada peça pode cair do lado do controlador, enquanto em outras ocasiões pode cair do lado do controlado. Isso explicaria como é possível tentarmos mudar qualquer um dos skandhas enquanto não há nada mais para nós do que apenas esses skandhas."
Conforme observado por K. R. Norman e Richard Gombrich, o Buda estendeu sua crítica de anatta à crença bramânica exposta no Brihadaranyaka Upanishad de que o Self (Atman) era de fato o mundo inteiro, ou Brahman. Isso é mostrado pelo Alagaddupama Sutta, onde o Buda argumenta que um indivíduo não pode experimentar o sofrimento do mundo inteiro. Ele usou o exemplo de alguém carregando e queimando grama e gravetos do bosque de Jeta e como um monge não sentiria ou se consideraria prejudicado por essa ação. Neste exemplo, o Buda está argumentando que não temos experiência direta do mundo inteiro e, portanto, o eu não pode ser o mundo inteiro. Neste sutta (assim como no Soattā Sutta), o Buda descreve seis visões erradas sobre o eu:
"Existem seis visões erradas: uma pessoa insensata e destreinada pode pensar no corpo: 'Isso é meu, isso sou eu, isso é meu eu'; ela pode pensar isso em sentimentos; em percepções; em volições; ou no que tem sido visto, ouvido, pensado, conhecido, alcançado, procurado ou considerado pela mente. A sexta é identificar o mundo e o eu, acreditar: 'Na morte, eu me tornarei permanente, eterno, imutável, e assim permanecerei para sempre o mesmo; e isso é meu, esse sou eu, esse é meu eu.' Uma pessoa sábia e bem treinada vê que todas essas posições estão erradas e, portanto, não se preocupa com algo que não existe."
Além disso, o Buda argumenta que o mundo pode ser observado como uma causa de sofrimento (Brahman foi considerado, em última análise, bem-aventurado) e que, uma vez que não podemos controlar o mundo como desejamos, o mundo não pode ser o eu. A ideia de que "este cosmos é o eu" é uma das visões rejeitadas pelo Buda juntamente com a teoria monista relacionada que sustentava que "tudo é uma Unidade" (SN 12.48 Lokayatika Sutta). O Buda também sustentou que compreender e ver a verdade do não-eu levava ao desapego e, portanto, à cessação do sofrimento, enquanto a ignorância sobre a verdadeira natureza da personalidade levava a mais sofrimento.

### Epistemologia
Todas as escolas de filosofia indiana reconhecem vários conjuntos de justificativas válidas para o conhecimento, ou pramana, e muitas veem os Vedas como fornecendo acesso à verdade. O Buda negou a autoridade dos Vedas, embora, como seus contemporâneos, tenha afirmado a importância soteriológica de ter uma compreensão adequada da realidade (visão correta). No entanto, essa compreensão não foi concebida primordialmente como conhecimento metafísico e cosmológico, mas como um conhecimento sobre o surgimento e a cessação do sofrimento na experiência humana. Portanto, o projeto epistêmico do Buda é diferente daquele da filosofia moderna; é principalmente uma solução para o problema fundamental espiritual/existencial humano.
A epistemologia do Buda foi comparada ao empirismo, no sentido de que se baseava na experiência do mundo através dos sentidos. O Buda ensinou que a observação empírica através dos seis campos dos sentidos (ayatanas) era a maneira correta de verificar qualquer afirmação de conhecimento. Alguns suttas vão mais longe, afirmando que "o Todo", ou tudo o que existe (sabbam), são essas seis esferas dos sentidos (SN 35.23, Sabba Sutta) e que qualquer um que tentar descrever outro "Todo" será incapaz de fazê-lo porque "está além do alcance". Este sutta parece indicar que, para o Buda, as coisas em si ou númenos estão além do nosso alcance epistemológico (avisaya). 
Além disso, no Kalama Sutta, o Buda diz a um grupo de aldeões confusos que a única razão adequada para as crenças de alguém é a verificação em sua própria experiência pessoal (e a experiência dos sábios) e nega qualquer verificação que se origine de uma autoridade pessoal, tradição sagrada (anussava) ou qualquer tipo de racionalismo que construa teorias metafísicas (takka). No Tevijja Sutta (DN 13), o Buda rejeita a autoridade pessoal dos brâmanes porque nenhum deles pode provar que teve experiência pessoal de Brahman. O Buda também enfatizou que a experiência é o único critério para verificação da verdade nesta passagem do Majjhima Nikaya (MN. I.265):
"Monges, vocês só falam o que é conhecido por vocês mesmos, visto por vocês mesmos, encontrado por vocês mesmos?"
"Sim, o fazemos, senhor."
"Bom, monges, foi assim que vocês foram instruídos por mim nesta doutrina atemporal que pode ser realizada e verificada, que leva ao objetivo e pode ser compreendida por aqueles que são inteligentes."
Além disso, o padrão do Buda para verificação pessoal era pragmático e salvífico, pois para o Buda uma crença conta como verdade apenas se levar à prática budista bem-sucedida (e, portanto, à destruição do desejo). No "Discurso ao Príncipe Abhaya" (MN. I.392-4) o Buda afirma essa máxima pragmática ao dizer que uma crença só deve ser aceita se levar a consequências benéficas. Essa tendência do Buda de ver o que é verdadeiro como o que era útil ou 'o que funciona' foi chamado por estudiosos como a Sra. Rhys Davids e Vallée-Poussin uma forma de pragmatismo. No entanto, K. N. Jayatilleke argumenta que a epistemologia do Buda também pode ser considerada uma forma de teoria da correspondência (de acordo com o 'Apannaka Sutta') com elementos de coerentismo e que, para o Buda, é causalmente impossível para algo que é falso levar à cessação do sofrimento e do mal. Também o Buda leva em conta que nem tudo o que é verdadeiro é útil, mas ele particularmente reforça em sua prática aquilo que ao mesmo tempo tem utilidade.
O Buda desencorajou seus seguidores a se entregarem a disputas intelectuais por si mesmas, que são infrutíferas e desviam a atenção do objetivo do despertar. Somente a filosofia e a discussão que tem valor pragmático para a libertação do sofrimento são vistas como importantes. De acordo com as escrituras, durante sua vida, o Buda permaneceu em silêncio quando questionado sobre várias questões metafísicas. Essas 'perguntas não respondidas' (avyākata) consideravam questões como se o universo seria eterno ou não-eterno (ou se é finito ou infinito), a unidade ou separação do corpo e o eu, a completa inexistência de uma pessoa após o Nirvana e morte, e outros. O Buda afirmou que pensar sobre essas questões imponderáveis (Acinteyya) levava a "um emaranhado de visões, uma selva de visões, uma contorção de visões, um retorcimento de visões, um grilhão de visões" (Aggi-Vacchagotta Sutta).
Uma explicação para essa suspensão pragmática do julgamento ou epoché epistêmica é que tais questões em nada contribuem para os métodos práticos de realização do despertar e trazem o perigo de substituir a experiência da libertação por uma compreensão conceitual da doutrina ou pela fé religiosa. De acordo com o Buda na tradição escrita que chegou registrada nos primeiros suttas, o Dharma não é um fim último em si mesmo ou uma explicação de toda a realidade metafísica, mas um conjunto pragmático de ensinamentos. O Buda usou duas parábolas para esclarecer este ponto, a 'Parábola da jangada' e a Parábola da Flecha Envenenada. O Dharma é como uma jangada no sentido de que é apenas uma ferramenta pragmática para atingir o Nirvana ("com o propósito de atravessar, não com o propósito de se agarrar", MN 22); uma vez feito isso, pode-se descartar a jangada. É também como a medicina, em que os detalhes de como alguém foi ferido por uma flecha envenenada (ou seja, metafísica, etc.) não importa no ato de remover e curar a própria ferida da flecha (removendo o sofrimento). Nesse sentido, o Buda foi muitas vezes chamado de "o grande médico" porque seu objetivo era curar a condição humana de sofrimento em primeiro lugar, não especular sobre metafísica.
Dito isso, fica claro ainda que resistir (mesmo refutar) uma doutrina falsa ou enviesada pode ser útil para desembaraçar o interlocutor, ou a si mesmo, do erro; portanto, para avançar no caminho da libertação. Testemunhe a refutação do Buda de várias doutrinas por Nigantha Nataputta e outros supostos sábios que às vezes tinham grandes seguidores (por exemplo, em Kula Sutta, Sankha Sutta, Brahmana Sutta). Isso mostra que um uso virtuoso e adequado da dialética pode ocorrer. Por implicação, raciocínio e argumento não devem ser menosprezados pelos budistas.
Após a morte do Buda, alguns budistas, como Dharmakirti, passaram a usar os ditos do Buda como evidência sólida igual à percepção e inferência.

### Transcendência
Outra possível razão pela qual o Buda se recusou a se envolver na metafísica é que ele via a Realidade Última e o Nirvana como desprovidos de mediação sensorial e concepção e, portanto, a própria linguagem é a priori inadequada para explicá-lo. Assim, o silêncio do Buda não indica misologia ou desdém pela filosofia. Em vez disso, indica que ele via as respostas a essas perguntas como incompreensíveis para os não iluminados. O surgimento dependente fornece uma estrutura para análise da realidade que não é baseada em suposições metafísicas sobre existência ou não existência, mas sim na cognição direta dos fenômenos conforme são apresentados à mente na meditação.
O Buda dos primeiros textos budistas descreve o Darma (no sentido de "verdade") como "além do raciocínio" ou "transcendendo a lógica", no sentido de que o raciocínio é um aspecto introduzido subjetivamente do modo como os humanos não iluminados percebem as coisas, e é a estrutura conceitual que sustenta seu processo cognitivo, em vez de uma característica das coisas como elas realmente são. Ir "além do raciocínio" significa, neste contexto, penetrar na natureza do raciocínio a partir de dentro e remover as causas de se experimentar qualquer estresse futuro como resultado dele, em vez de funcionar fora do sistema como um todo.

### Metaética
A ética do Buda baseia-se na necessidade soteriológica de eliminar o sofrimento e na premissa da lei do carma. A ética budista foi denominada eudaimônica (com seu objetivo sendo o bem-estar) e também comparada à ética da virtude (essa abordagem começou com Damien Keown). Keown escreve que o Nirvana budista é análogo à Eudaimonia aristotélica e que os atos e virtudes morais budistas derivam seu valor de como eles nos conduzem a ou agem como um aspecto da vida nirvânica.
O Buda delineou cinco preceitos (não matar, não roubar, não ter má conduta sexual, não mentir ou não beber álcool) que deveriam ser seguidos por seus discípulos, leigos e monásticos. Existem várias razões que o Buda deu para que alguém seja ético.
Primeiro, o universo está estruturado de tal forma que, se alguém cometer um delito intencionalmente, um fruto cármico ruim será o resultado. Portanto, de um ponto de vista pragmático, é melhor se abster dessas ações negativas que trazem resultados negativos. No entanto, a palavra importante aqui é intencionalmente: para o Buda, o carma nada mais é do que intenção/volição e, portanto, prejudicar alguém não intencionalmente não cria resultados cármicos ruins. Ao contrário dos jainistas que acreditavam que o carma era um elemento quase físico, pois o carma de Buda era um evento mental volitivo, o que Richard Gombrich chama de "uma consciência eticizada".
Essa ideia leva à segunda justificação moral do Buda: a realização intencional de ações negativas reforça e propaga as impurezas mentais que mantêm as pessoas presas ao ciclo de renascimento e interferem no processo de libertação e, portanto, realizar intencionalmente boas ações cármicas é participar da purificação mental que leva ao Nirvana, a mais alta beatitude. Essa perspectiva vê atos imorais como inábeis (akusala) em nossa busca pela felicidade e, portanto, é pragmático fazer o bem.
A terceira consideração metaética leva a visão do não-eu e nosso desejo natural de acabar com nosso sofrimento até sua conclusão lógica. Uma vez que não se encontra "eu" para se apegar, não há razão para preferir nosso próprio bem-estar ao dos outros, porque não há fundamento último para a diferenciação do "meu" sofrimento e do sofrimento de outra pessoa. Em vez disso, uma pessoa iluminada trabalharia apenas para acabar com o sofrimento tout court, sem pensar no conceito convencional de pessoas. De acordo com esse argumento, quem é egoísta o faz por ignorância da verdadeira natureza da identidade pessoal e da irracionalidade.

## Escolas budistas e Abhidharma
As principais escolas filosóficas budistas indianas praticavam uma forma de análise denominada Abhidharma que buscava sistematizar os ensinamentos dos primeiros discursos budistas (sutras). A análise do Abhidharma decompôs a experiência humana em eventos ou ocorrências fenomenais momentâneas chamadas "dharmas". Os dharmas são impermanentes e dependentes de outros fatores causais, eles surgem e passam como parte de uma teia de outros dharmas interconectados e nunca são encontrados sozinhos. As escolas do Abhidharma sustentavam que os ensinamentos do Buda nos sutras eram meramente convencionais, enquanto a análise do Abhidharma era a verdade suprema (paramattha sacca), a forma como as coisas realmente são quando vistas por um ser iluminado. O projeto abidármico tem sido comparado como uma forma de fenomenologia ou filosofia de processo. Os filósofos do Abhidharma não apenas delinearam o que acreditavam ser uma lista exaustiva de dharmas, ou eventos fenomenais, mas também as relações causais entre eles. Na análise abidármica, a única coisa que é, em última análise, real é a interação dos dharmas em uma corrente causal; todo o resto é meramente conceitual (paññatti) e nominal.
Essa visão foi denominada "reducionismo mereológico" por Mark Siderits porque sustenta que apenas entidades imparciais são reais, não totalidades. Abhidharmikas como Vasubandhu argumentavam que coisas convencionais (mesas, pessoas, etc.) "desaparecem sob análise" e que esta análise revela apenas um fluxo causal de eventos fenomênicos e suas relações. Os principais Abhidharmikas defenderam essa visão contra seus principais rivais hindus, a escola Nyaya, que eram teóricos da substância e postulavam a existência de universais. Alguns abhidharmikas, como os do Prajñaptivāda, também eram nominalistas estritos, e sustentavam que todas as coisas―mesmo os dharmas―eram meramente conceituais.

### Escolas de Abhidharma concorrentes

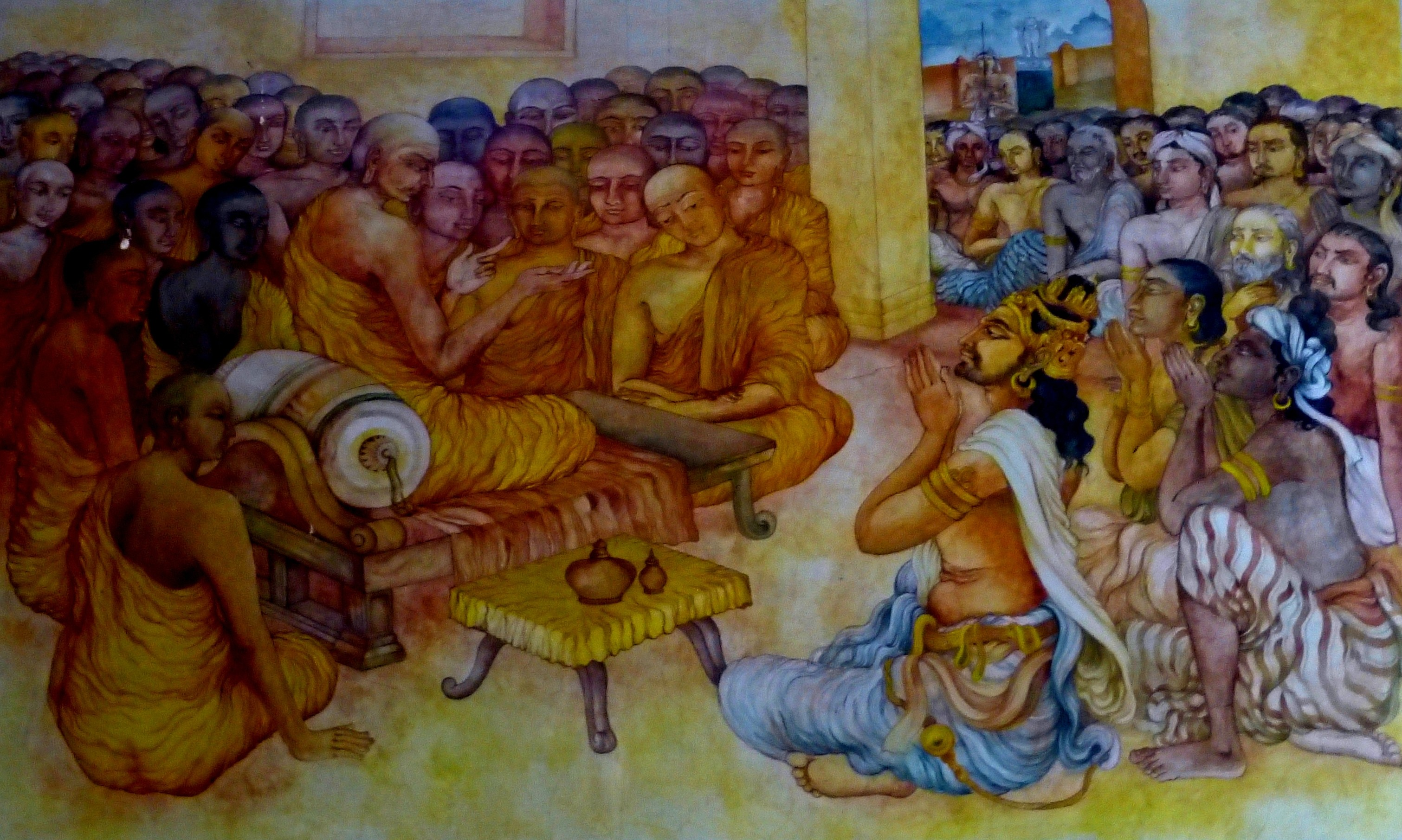
O imperador indiano Açoca e o ancião Moggaliputta-Tissa, que é visto como um pensador-chave da tradição Vibhajyavāda (e, portanto, do Teravada).

Um importante trabalho de Abhidhamma da escola Theravāda é o Kathāvatthu ("Pontos de controvérsia"), atribuído ao monge erudito indiano Moggaliputta-Tissa (ca. 327–247 a.C.). Este texto é importante porque tenta refutar várias visões filosóficas que se desenvolveram após a morte do Buda, especialmente a teoria de que 'tudo existe' (sarvāstivāda), a teoria da momentaneidade (khāṇavāda) e a visão personalista (pudgalavada). Estas foram as principais teorias filosóficas que dividiram as escolas budistas abidarmas na Índia. Depois de ser trazida para o Sri Lanka no primeiro século a.C., a tradição Abhidhamma teravada em língua páli foi fortemente influenciada pelas obras de Buddhaghosa (século IV-V d.C.), o filósofo e comentarista mais importante da escola Teravada. O empreendimento filosófico teravada foi realizado principalmente no gênero de Atthakatha, comentários (assim como subcomentários) sobre o Abhidhamma páli, mas também incluiu breves resumos e compêndios.
A Sarvastivada foi uma das principais escolas filosóficas budistas da Índia, e recebeu esse nome por causa de sua crença de que os dharmas existem em todos os três tempos: passado, presente e futuro, os três coexistindo com realidade substancial. Embora o sistema abidarma sarvastivada tenha começado como uma mera categorização de eventos mentais, seus filósofos e exegetas como Dharmatrata e Katyāyāniputra (o compilador do Mahavibhasa, um texto central da escola) eventualmente refinaram esse sistema em um realismo robusto, que também incluiu um tipo de essencialismo. Este realismo foi baseado em uma qualidade de dharmas, que foi chamada de svabhava ou 'existência intrínseca'. Svabhava é uma espécie de essência, embora não seja uma essência completamente independente, uma vez que todos os dharmas são considerados causalmente dependentes. O sistema sarvastivada estendeu esse realismo ao longo do tempo, postulando efetivamente um tipo de eternalismo em relação ao tempo; daí, o nome de sua escola significa "a visão de que tudo existe".
Outras escolas budistas como os prajñaptivadins ('nominalistas'), os purvasailas e os vainasikas se recusaram a aceitar o conceito de svabhava. O tópico principal do Tattvasiddhi Śāstra de Harivarman (século III-IV d.C.), um influente texto abidarma, é a vacuidade (shunyata) dos dharmas.

Buddhaghosa (c. século V), o estudioso abidarma mais importante do Budismo Theravāda, apresentando três cópias do Visuddhimagga.

Os theravādins e outras escolas, como os sautrāntikas, atacaram o realismo dos sarvāstivādins, especialmente sua teoria do tempo. Uma figura importante neste argumento foi o estudioso Vasubandhu, um ex-sarvastivadin, que criticou a teoria de tudo que existe e defendeu o presentismo filosófico em seu tratado abrangente, o Abhidharmakosa. Este trabalho é o principal texto abhidharma usado no budismo tibetano e do leste asiático hoje. O Teravada também sustenta que os dharmas só existem no presente e, portanto, também são presentistas. A apresentação theravādin do Abhidharma também não está tão preocupada com a ontologia quanto a visão sarvāstivādin, mas é mais uma fenomenologia e, portanto, o conceito de svabhava para os theravādins é mais uma certa característica dependente de um dharma, do que qualquer outra espécie de essência ou fundamento metafísico. De acordo com Y Karunadasa:
"Na tradição páli, é apenas para fins de definição e descrição que cada dhamma é postulado como se fosse uma entidade separada; mas, na realidade, não é de forma alguma um fenômeno solitário com existência própria... Se essa visão abidâmica da existência, conforme vista de sua doutrina dos dhammas, não pode ser interpretada como um pluralismo radical, também não pode ser interpretada como um monismo completo. Pois os chamados dhammas -- os fatores componentes do universo, tanto dentro de nós quanto fora de nós -- não são frações de uma unidade absoluta, mas uma multiplicidade de fatores coordenados. Não são redutíveis nem emergem de uma única realidade, postulado fundamental da metafísica monista. Se eles devem ser interpretados como fenômenos, isso deve ser feito com a condição de que eles sejam fenômenos sem númenos correspondentes, sem fundamento subjacente oculto. Pois eles não são manifestações de algum substrato metafísico misterioso, mas processos que ocorrem devido à interação de uma multiplicidade de condições."
Karunadasa também descreve o sistema do Teravada como um sistema realista, em vez de fenomenalista:
"O que emerge dessa doutrina abidâmica dos dhammas é um realismo crítico, que (diferentemente do idealismo) reconhece a distinção entre o mundo e o sujeito experimentador, mas também distingue entre os tipos de entidades que realmente existem independentemente do ato cognitivo e aquelas que devem seu ser ao próprio ato de cognição."
"O que emerge da teoria do dhamma é melhor descrito como realismo do dhamma, pois, como vimos, reconhece apenas a realidade última dos dhammas."
"...os dhammas são existências definitivas sem possibilidade de redução adicional."

 "Embora a teoria do dhamma seja uma inovação abidâmica, as tendências antecedentes que levaram à sua formulação e seus ingredientes básicos podem ser rastreados até as primeiras escrituras budistas que buscam analisar a individualidade empírica e sua relação com o mundo externo."
Uma importante teoria defendida por alguns sarvāstivādins, theravādins e sautrāntikas foi a teoria da "momentaneidade" (sânscrito, kṣāṇavāda; páli, khāṇavāda). Esta teoria sustentava que os dhammas duram apenas por um mínimo momento (ksana) depois de surgirem. Os sarvastivādins viam esses 'momentos' de forma atomística, como o menor período de tempo possível (eles também desenvolveram um atomismo material). Conciliar esta teoria com seu eternismo em relação ao tempo foi um grande projeto filosófico do Sarvastivada. Os theravādins inicialmente rejeitaram essa teoria, como evidenciado pelo Khaṇikakathā do Kathavatthu, que tenta refutar a doutrina de que "todos os fenômenos (dhamma) são tão momentâneos quanto uma única entidade mental". No entanto, momentaneidade em relação aos dhammas mentais (mas não físicos ou rūpa dhammas) foi posteriormente adotada pelos theravādins do Sri Lanka, e é possível que tenha sido introduzido pela primeira vez pelo estudioso Buddhagosa.
Todas as escolas de Abhidharma também desenvolveram teorias complexas de causalidade e condicionalidade para explicar como os dharmas interagiam uns com os outros. Outro grande projeto filosófico das escolas Abhidharma foi a explicação da percepção. Algumas escolas, como as sarvastivadins, explicavam a percepção como um tipo de realismo fenomenalista, enquanto outras, como as sautrânticas, preferiam o representacionismo e sustentavam que só percebemos objetos indiretamente. O principal argumento usado para essa visão pelos sautrânticas foi o "argumento do atraso de tempo". De acordo com Mark Siderits: "A ideia básica por trás do argumento é que, uma vez que sempre há uma pequena lacuna entre quando o sentido entra em contato com o objeto externo e quando há percepção sensorial, aquilo de que estamos cientes não pode ser o objeto externo com o qual os sentidos estavam em contato, já que não existe mais”. Isso está relacionado à teoria da extrema momentaneidade.
Uma visão filosófica importante que foi rejeitada por todas as escolas mencionadas acima foi a visão defendida pelas escolas pudgalavadins ou 'personalistas'. Eles pareciam ter sustentado que havia uma espécie de "personalidade" em algum sentido fundamentalmente real que não era redutível aos cinco agregados. Essa afirmação controversa contrastava com os outros budistas da época que sustentavam que uma personalidade era uma mera construção conceitual (prajñapti) e apenas convencionalmente real.

## Filosofia maaiana indiana
Por volta do século I a.C., uma nova tradição textual começou a surgir no pensamento budista indiano chamado Mahāyāna (Grande Veículo), que lentamente viria a dominar a filosofia budista indiana. A filosofia budista prosperou em grandes complexos de mosteiros-universidades, como Nalanda e Vikramasila, que se tornaram centros de aprendizado no norte da Índia. Os filósofos maaianas continuaram os projetos filosóficos do Abhidharma enquanto, ao mesmo tempo, os criticavam e introduziam novos conceitos e ideias. Uma vez que o Maaiana manteve o conceito pragmático de verdade que afirma que as doutrinas são consideradas condicionalmente "verdadeiras" no sentido de serem espiritualmente benéficas, as novas teorias e práticas foram vistas como "meios hábeis" (Upaya). O Mahayana também promoveu o ideal do Bodisatva, que incluía uma atitude de compaixão por todos os seres sencientes. O Bodisatva é alguém que escolhe permanecer no samsara (o ciclo de nascimento e morte) para beneficiar todos os outros seres que estão sofrendo.
As principais escolas e tradições filosóficas maaianas incluem a Prajnaparamita, Madhyamaka, Tathagatagarbha, a escola epistemológica de Dignaga, Yogācāra, Huayan, Tiantai e as escolas Chan/Zen.

### Prajnaparamita e Madiamaca

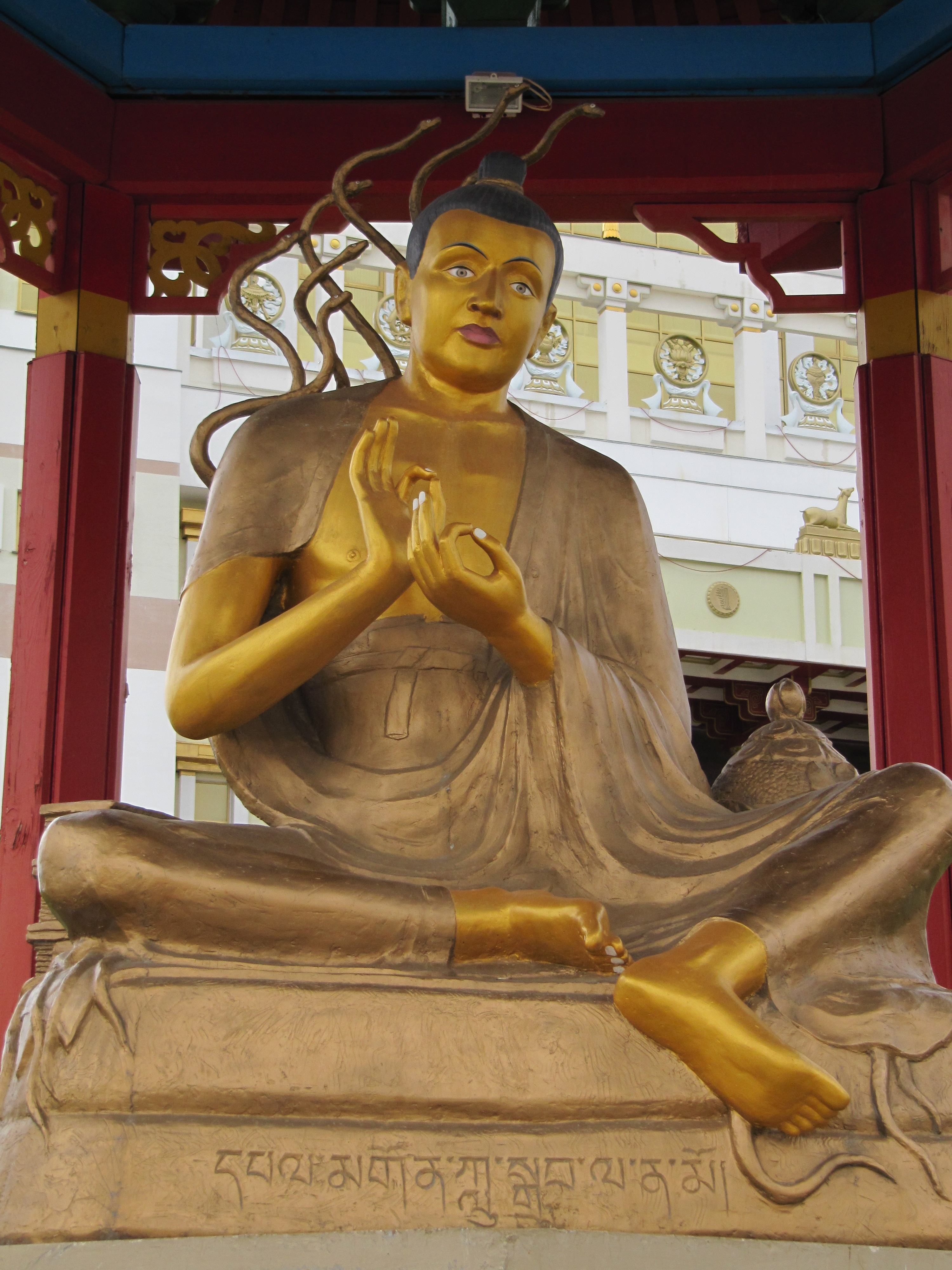
Nagarjuna, protegido pelos espíritos serpentes Nagas, que dizem ser os guardiões dos sutras Prajnaparamita.

Os primeiros Prajñāpāramitā-sutras ("perfeição do insight") (por volta do século I a.C.) enfatizam o shunyata (vacuidade) dos fenômenos e dharmas. Diz-se que o Prajñāpāramitā é o verdadeiro conhecimento da natureza da realidade última, que é ilusória e vazia de essência. O Sutra do Diamante afirma que:
Todos fenômenos condicionados

São como um sonho, uma ilusão, uma bolha, uma sombra,

Como orvalho ou um relâmpago;

Assim devemos vê-los".

O Sutra do Coração afirma notoriamente a vacuidade dos fenômenos:
"Oh, Sariputra, a forma não difere de shunyata,e shunyata não difere da forma.

 Forma é shunyata e shunyata é forma;o mesmo vale para os sentimentos,

 percepções, volições e consciência".
Os ensinamentos Prajñāpāramitā estão associados ao trabalho do filósofo budista Nāgārjuna (c. 150–c. 250 EC) e à escola Madhyamaka (Caminho do Meio). Nāgārjuna foi um dos pensadores budistas indianos mais influentes; ele deu os argumentos clássicos para a natureza vazia dos fenômenos e atacou o essencialismo das escolas Sarvastivada e Pudgalavada em sua magnum opus, Os Versos Fundamentais no Caminho do Meio (Mūlamadhyamakakārikā). No Mūlamadhyamakakārikā, Nagarjuna se baseia em argumentos reductio ad absurdum para refutar várias teorias que assumem svabhava (uma essência inerente ou "próprio ser"). Neste trabalho, ele aborda tópicos como causação, movimento e as faculdades dos sentidos
Nagarjuna afirmou uma conexão direta entre, mesmo identidade de, originação dependente, não-eu (anatta) e vacuidade (śūnyatā). Ele apontou que implícito no conceito budista primitivo de origem dependente está a falta de atta (ser substancial) subjacente aos participantes na origem, de modo que eles não têm existência independente, um estado identificado como śūnyatā (ou seja, vazio de uma natureza ou essência (svabhāva sunyam).
Filósofos posteriores da escola Madiamaca basearam-se na análise de Nagarjuna e defenderam Madiamaca contra seus oponentes. Estes incluíam Āryadeva (século III d.C.), aluno de Nāgārjuna; Candrakīrti (600–c. 650), que escreveu um importante comentário sobre o Mūlamadhyamakakārikā; e Shantideva (século VIII). Buddhapālita (470–550) foi entendido como o criador da abordagem 'prāsaṅgika' que se baseia em criticar o essencialismo apenas através de argumentos reductio ad absurdum. Ele foi criticado por Bhāvaviveka (c. 500–c. 578), que defendeu o uso de silogismos "para definir sua própria postura doutrinária". Essas duas abordagens foram mais tarde denominadas as abordagens Prāsaṅgika e Svātantrika ao Madiamaca por filósofos e comentaristas tibetanos.
Influenciada pelo trabalho de Dignaga, a filosofia madhyamika de Bhāvaviveka faz uso da epistemologia budista. Candrakīrti, por outro lado, criticou a adoção de Bhāvaviveka da tradição epistemológica (pramana) com base em que continha essencialismo sutil. Ele cita a famosa declaração de Nagarjuna no Vigrahavyavartani que diz "Eu não tenho tese" por sua rejeição de declarações madiamacas epistêmicas positivas. Candrakīrti sustentou que um verdadeiro madhyamika só poderia usar "consequência" (prasanga), na qual se aponta as inconsistências da posição de seu oponente sem afirmar uma "inferência autônoma" (svatantra), pois nenhuma inferência pode ser verdadeira do ponto de vista vista de Madhyamaka.
Na China, a escola Madhyamaka (conhecida como Sānlùn) foi fundada por Kumārajīva (344–413 EC), que traduziu as obras de Nagarjuna para o chinês. Outros madiamacas chineses incluem o aluno de Kumārajīva, Sengzhao, Jizang (549–623), que escreveu mais de 50 obras sobre Madhyamaka, e Hyegwan, um monge coreano que trouxe os ensinamentos de Madhyamaka para o Japão.

### Iogachara

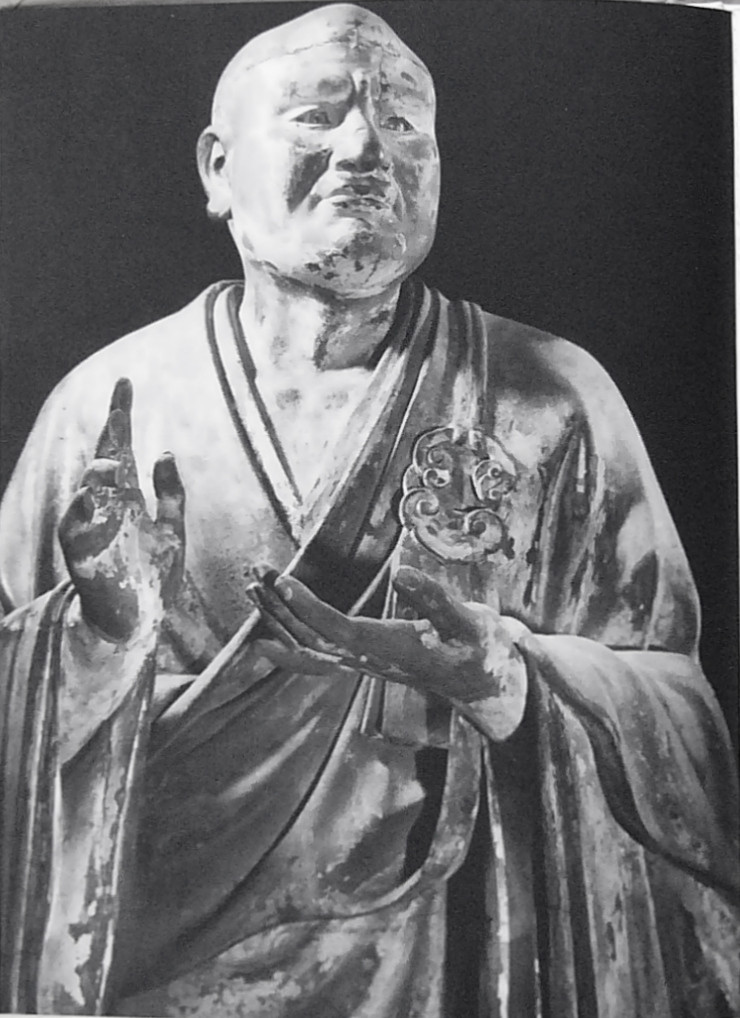
Vasubandhu escreveu em defesa de Vijñapti-matra ("apenas aparência"), bem como escreveu um trabalho maciço sobre Abhidharma, o Abhidharmakosa.

A escola Iogachara (prática de Ioga) foi uma tradição filosófica budista que surgiu entre o século II d.C. e o século IV d.C. e está associada aos filósofos Asanga e Vasubandhu e a vários sutras como o Sandhinirmocana Sutra e o Lankavatara Sutra. A característica central do pensamento iogachara é o conceito de Vijñapti-mātra, muitas vezes traduzido como "apenas impressões" ou "somente aparência" e isso tem sido interpretado como uma forma de idealismo ou como uma forma de fenomenologia. Outros nomes para a escola Iogachara são 'Vijñanavada' (a doutrina da consciência) e 'Cittamatra' (apenas a mente).

Pensadores de Iogacara como Vasubandhu argumentaram contra a existência de objetos externos ao apontar que só temos acesso às nossas próprias impressões mentais e, portanto, nossa inferência da existência de objetos externos é baseada em uma lógica defeituosa. O Vijnaptimatratasiddhi de Vasubandhu, ou "A Prova de que Existem Apenas Impressões" (20 versos), começa assim:
"I. Este [mundo] nada mais é do que impressões, pois se manifesta como um objeto irreal, Exatamente como no caso daqueles que têm catarata que vêem cabelos irreais na lua e afins."
De acordo com Vasubandhu, então, todas as nossas experiências são como ver cabelos na lua quando temos catarata, ou seja, projetamos nossas imagens mentais em algo "lá fora" quando não existem tais coisas. Vasubandhu então passa a usar o argumento do sonho para argumentar que as impressões mentais não requerem que objetos externos (1) pareçam estar espaço-temporalmente localizados, (2) pareçam ter uma qualidade intersubjetiva e (3) pareçam operar por leis causais. O fato de que eventos puramente mentais podem ter eficácia causal e serem intersubjetivos é comprovado pelo evento de um sonho molhado e pelas alucinações em massa ou compartilhadas criadas pelo carma de certos tipos de seres. Depois de ter argumentado que impressões-somente é uma teoria que pode explicar nossa experiência cotidiana, Vasubandhu então apela à parcimônia - já que não precisamos do conceito de objetos externos para explicar a realidade, então podemos acabar com esses conceitos supérfluos completamente, como eles são muito provavelmente apenas mentalmente sobrepostos em nossos conceitos de realidade pela mente. A realidade intersubjetiva para Vasubandhu é então a interação causal entre várias correntes mentais e seu carma, e não inclui nenhum objeto físico externo. A importância soteriológica desta teoria é que, ao remover o conceito de um mundo externo, ela também enfraquece o senso 'interno' do eu como um observador que deveria estar separado do mundo externo. Dissolver o dualismo do interior e do exterior é também dissolver o sentido do eu e do outro. O comentarista posterior do Iogachara Sthiramati explica isso assim:
"Há um agarrador se há algo a ser agarrado, mas não na ausência do que deve ser agarrado. Onde não há nada a ser agarrado, segue-se também a ausência de um agarrador, há não apenas a ausência da coisa a ser agarrada. Assim surge a cognição não-conceitual extramundana que é semelhante sem objeto e sem conhecedor."
Vasubandhu também atacou as teorias realistas do atomismo budista e a teoria abidarma de svabhava. Ele argumentou que os átomos, como concebidos pelos atomistas (entidades indivisíveis), não seriam capazes de se unir para formar entidades agregadas maiores e, portanto, que eram conceitos ilógicos.
Pensadores posteriores de Iogachara incluem Dharmapala de Nalanda, Sthiramati, Chandragomin (que debateu Candrakirti) e Śīlabhadra. Iogacharins como Paramartha e Guṇabhadra trouxeram a escola para a China e traduziram os trabalhos de Iogachara para lá, onde é conhecido como Wéishí-zōng ou Fǎxiàng-zōng. Uma contribuição importante para o Iogachara do Leste Asiático é o Cheng Weishi Lun de Xuanzang, ou "Discurso sobre o Estabelecimento da Consciência Somente".

### Síntese Iogachara-Madiamica
Jñānagarbha (século VIII) e seu aluno Śāntarakṣita (725–788) reuniram Iogachara, Madiamaca e a escola de epistemologia Dignaga em uma síntese filosófica referida entre doxógrafos tibetanos como Yogācāra-Svatantrika-Mādhyamika. Śāntarakṣita também foi fundamental na introdução do budismo e da linhagem de ordenação monástica sarvastivadin no Tibete, que foi conduzida em Samye. Os discípulos de Śāntarakṣita incluíam Haribhadra e Kamalaśīla. Esta tradição filosófica é influente no pensamento budista tibetano.

### Literatura Tathagatagarbha
Os tathāgathagarbha sutras, em um afastamento da linguagem budista dominante, insistem que o potencial para o despertar é inerente a todo ser senciente. Eles marcaram uma mudança de uma tendência filosófica amplamente apofática (negativa) dentro do budismo para um modus decididamente mais catafático (positivo). O tema principal deste gênero de literatura é o tathagata-garbha, que pode significar o útero ou embrião de um Tathagata (ou seja, um Buda). Outro termo semelhante usado para essa ideia é buddhadhātu (fonte dos Budas).
Antes do período dessas escrituras, a metafísica maaiana era dominada por ensinamentos sobre a vacuidade na forma da filosofia madiamaca. A linguagem usada por essa abordagem é principalmente negativa, e o gênero tathāgatagarbha de sutras pode ser visto como uma tentativa de afirmar os ensinamentos budistas ortodoxos de originação dependente usando linguagem positiva, para evitar que as pessoas se afastem do budismo por uma falsa impressão de niilismo.
Nesses sutras, afirma-se que a perfeição da sabedoria do não-eu é o verdadeiro eu; o objetivo final do caminho é então caracterizado usando uma gama de linguagem positiva que havia sido usada anteriormente na filosofia indiana por filósofos essencialistas, mas que agora foi transmutada em um novo vocabulário budista para descrever um ser que completou com sucesso o caminho budista.
A palavra "self" (atman) é usada de maneira idiossincrática a esses sutras; o "verdadeiro eu" é descrito como a perfeição da sabedoria do não-eu no Tratado da Natureza de Buda, por exemplo. A linguagem que antes era usada por filósofos não-budistas essencialistas foi agora adotada, com novas definições, pelos budistas para promover os ensinamentos ortodoxos.
O tathagatagarbha, segundo alguns estudiosos, não representa um eu substancial; em vez disso, é uma expressão de linguagem positiva da vacuidade e representa a potencialidade de realizar o estado de Buda através das práticas budistas. Nesta interpretação, a intenção do ensinamento de tathagatagarbha é mais soteriológica do que teórica.
O tathāgathagarbha, a doutrina theravāda de bhavaṅga e a consciência armazém de Yogacāra foram todos identificados em algum momento com a mente luminosa dos Nikayas.
O Mahaparinirvana Sutra maaiana refere-se a um self verdadeiro. "O Mahāyāna Mahāparinirvāṅa Sūtra, especialmente influente no pensamento budista do leste asiático, chega ao ponto de falar dele como nosso self verdadeiro (ātman). Seu status metafísico e ontológico preciso é, no entanto, aberto à interpretação nos termos de diferentes escolas filosóficas maaianas; para os madhyamikas deve ser vazio de sua própria existência como tudo o mais; para os yogacarins, seguindo o Laṅkāvatāra, pode ser identificado com a consciência armazém, como o receptáculo das sementes do despertar." Paul Williams afirma: "[...] é óbvio que o Sutra Mahaparinirvana não considera impossível para um budista afirmar um atman desde que seja claro qual é a compreensão correta deste conceito, e de fato o sutra claramente vê certas vantagens em fazê-lo.". Há interpretações de que o Buda insiste, no entanto, que embora ponderar sobre o Dharma seja vital, deve-se abandonar a fixação em palavras e letras, mas também não se deve apegar nem à forma e nem ao sem forma, pois eternalismo e aniquilacionismo são totalmente divorciados da libertação e da natureza búdica.

## A tradição Dignāga-Dharmakīrti

Dignāga na posição de debate formal

Dignāga (c. 480–540) e Dharmakīrti (c. século VI–VII) foram filósofos budistas que desenvolveram um sistema de epistemologia (pramana) e lógica em seus debates com os filósofos brâmanes para defender a doutrina budista. Essa tradição é chamada de "aqueles que seguem o raciocínio" (em tibetano: rigs parjes su 'brang ba); na literatura moderna, às vezes é conhecida pelo sânscrito "pramāṇavāda", ou "a Escola Epistemológica". Eles estavam associados às escolas Iogachara e Sautrantika e defendiam as teorias sustentadas por ambas as escolas. A influência de Dignaga foi profunda e levou a uma "virada epistemológica" entre todos os budistas e também todos os filósofos de língua sânscrita na Índia após sua morte. Nos séculos que se seguiram ao trabalho de Dignaga, os filósofos sânscritos tornaram-se muito mais focados em defender todas as suas proposições com teorias do conhecimento totalmente desenvolvidas.
A "Escola de Dignāga" inclui filósofos e comentaristas posteriores como Santabhadra, Dharmottara (século VIII), Jñanasrimitra (975–1025), Ratnakīrti (século XI) e Śaṅkaranandana (fl. c. século IX ou X). A epistemologia que eles desenvolveram defende a visão de que existem apenas dois 'instrumentos de conhecimento' ou 'cognições válidas' (pramana): "percepção" (pratyaksa) e "inferência" (anumāṇa). A percepção é uma consciência não-conceitual de particulares que é limitada pela causalidade, enquanto a inferência é razoável, linguística e conceitual.
Esses filósofos budistas argumentaram a favor da teoria da momentaneidade, a visão iogachara "somente consciência", a realidade dos particulares (svalakṣaṇa), o atomismo, o nominalismo e a natureza autorreflexiva da consciência (svasaṃvedana). Eles atacaram as teorias hindus de Deus (Isvara), universais, a autoridade dos Vedas e a existência de uma alma perfeita permanente (atman).

## Budismo Vajraiana

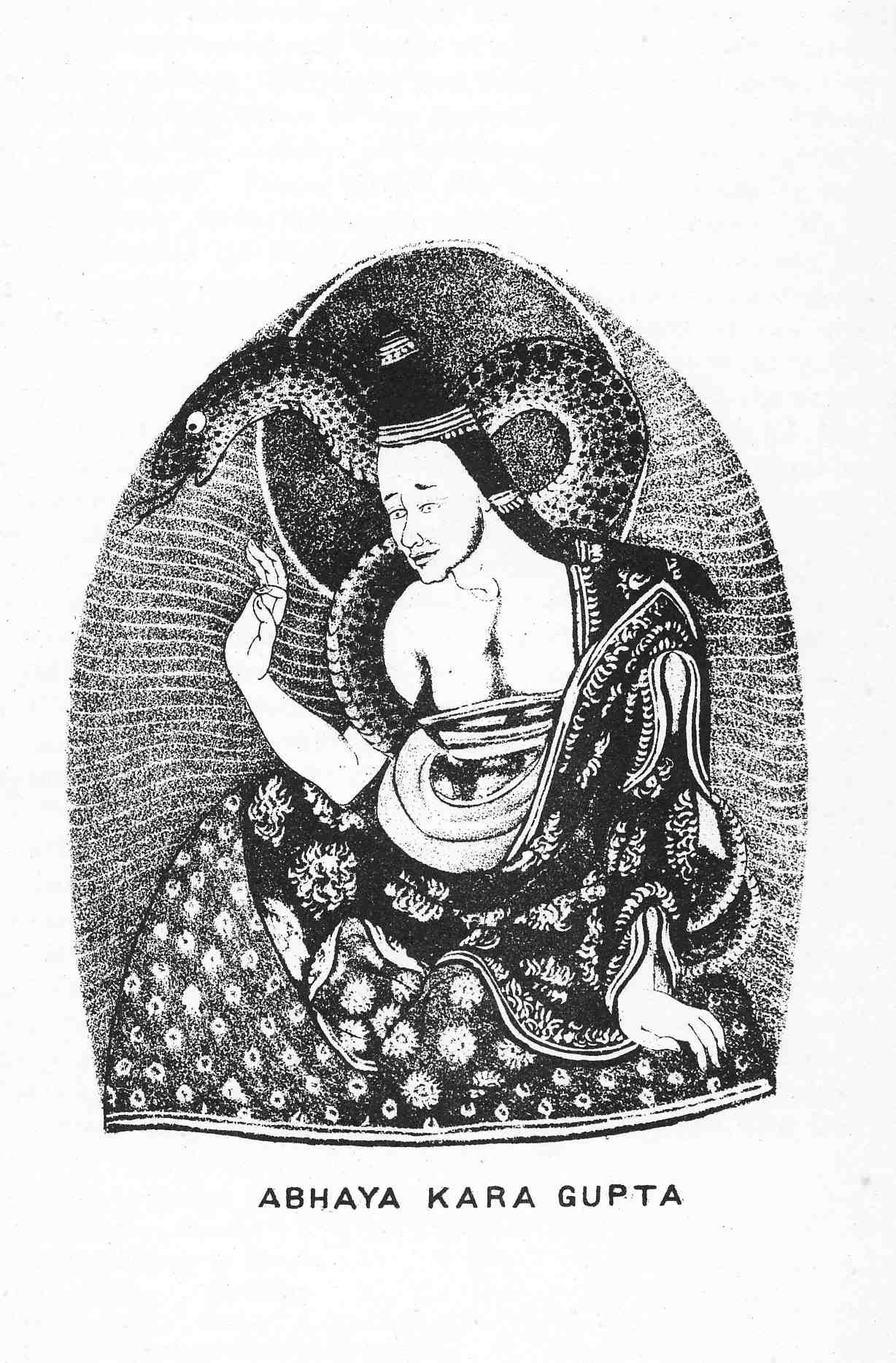
Abhayākaragupta, um dos "últimos grandes mestres" do budismo indiano (Kapstein).

Vajrayana (também Mantrayāna, Mantra Secreto, Tantrayāna e Budismo Esotérico) é uma tradição budista maaiana associada a um grupo de textos conhecidos como os Tantras Budistas que se tornaram uma grande força na Índia no século VIII. A essa altura, os estudiosos tântricos indianos estavam desenvolvendo defesas filosóficas, hermenêuticas e explicações dos sistemas tântricos budistas, especialmente através de comentários sobre tantras importantes, como o Guhyasamāja Tantra e o Guhyagarbha Tantra.
Enquanto a visão do Vajraiana foi baseada em Madiamaca, Iogachara e teorias da Natureza de Buda, ele se via como um veículo mais rápido para a liberação contendo muitos métodos hábeis (upaya) de ritual tântrico. A necessidade de uma explicação e defesa dos Tantras surgiu da natureza incomum dos rituais associados a eles, que incluíam o uso de mantras secretos, álcool, ioga sexual, visualizações complexas de mandalas cheias de deidades iradas e outras práticas e injunções que eram discordantes ou pelo menos novos em comparação com a prática budista tradicional. O Guhyasamāja Tantra, por exemplo, afirma: "você deve matar seres vivos, falar palavras mentirosas, pegar coisas que não são dadas e fazer sexo com muitas mulheres". Outras características do tantra incluíam um foco no corpo físico como meio de liberação e uma reafirmação de elementos femininos, divindades femininas e sexualidade.

A defesa dessas práticas baseia-se na teoria da transformação que afirma que fatores mentais negativos e ações físicas podem ser cultivados e transformados em um ambiente ritual. O tantra Hevajra afirma:
"Aquelas coisas pelas quais os homens maus estão presos, outros se transformam em meios e ganham assim a libertação dos laços da existência. Pela paixão o mundo é amarrado, pela paixão também é liberado, mas pelos budistas heréticos essa prática de inversões não é conhecida."
Outra hermenêutica dos comentários tântricos budistas, como o Vimalaprabha de Pundarika (um comentário sobre o Kalacakra Tantra) é interpretar tabus ou declarações antiéticas nos Tantras como declarações metafóricas sobre a prática tântrica. Por exemplo, no Vimalaprabha, "matar seres vivos" refere-se a parar o prana no topo da cabeça. No tântrico Pradipoddyotana de Candrakirti, um comentário ao Guhyasamaja Tantra, matar seres vivos é glosado como "torná-los vazios" por meio de um "samadhi especial" que, de acordo com Bus-ton, está associado à prática tântrica do estágio de completude.
Douglas Duckworth observa que a perspectiva filosófica vajraiana é de incorporação, que vê o corpo físico e cosmológico como já contendo sabedoria e divindade. A libertação (nirvana) e o estado de Budeidade não são vistos como algo externo ou um evento no futuro, mas como algo iminentemente presente e acessível agora, através de práticas tântricas únicas, como o ioga da deidade, e, portanto, o Vajraiana também é chamado de "veículo resultante". Duckworth nomeia a visão filosófica do Vajraiana como uma forma de panteísmo, pelo qual ele quer dizer a crença de que toda entidade existente é em algum sentido divina e que todas as coisas expressam alguma forma de unidade.
Os principais filósofos budistas tântricos indianos, como Buddhaguhya, Padmavajra (autor do Guhyasiddhi), Nagarjuna (discípulo de Saraha do século VII), Indrabhuti (autor do Jñānasiddhi), Anangavajra, Dombiheruka, Durjayacandra, Ratnākaraśānti e Abhayakaragupta escreveram textos tântricos e comentários sistematizando a tradição.
Outros, como Vajrabodhi e Śubhakarasiṃha, trouxeram o Tantra para a China Tang (716 a 720), e a filosofia tântrica continuou a ser desenvolvida em chinês e japonês por pensadores como Yi Xing (683–727) e Kūkai (774–835).
No Tibete, filósofos como Sakya Pandita (1182–1251), Longchenpa (1308–1364) e Tsongkhapa (1357–1419) continuaram a tradição da filosofia tântrica budista no tibetano clássico.

## Filosofia budista tibetana
A filosofia budista tibetana é principalmente uma continuação e refinamento das tradições indianas de Madiamaca, Iogacara e da escola de epistemologia Dignaga-Dharmakīrti ou "cognição confiável" (sânscrito: pramana, tib. tshad ma). Os esforços iniciais de Śāntarakṣita e Kamalaśīla trouxeram sua tradição acadêmica eclética para o Tibete. Outras influências incluem os Tantras Budistas e os textos da natureza de Buda.
O trabalho inicial dos primeiros filósofos budistas tibetanos foi a tradução de tratados filosóficos indianos clássicos e a redação de comentários. Este período inicial é do século VIII ao X. Os primeiros filósofos comentadores tibetanos foram fortemente influenciados pelo trabalho de Dharmakirti e incluem Ngok Loden Sherab (1059-1109) e Chaba Chökyi Senge (1182-1251). Suas obras estão agora perdidas.
Os séculos XII e XIII viram a tradução das obras de Chandrakirti, a promulgação de seus pontos de vista no Tibete por estudiosos como Patsab Nyima Drakpa, Kanakavarman e Jayananda (século XII) e o desenvolvimento do debate tibetano entre o prasangika e svatantrika que continua até hoje entre as escolas budistas tibetanas. O principal desacordo entre essas visões é o uso de argumentos racionalmente fundamentados. Para Śāntarakṣita, Kamalaśīla e seus defensores, a razão é útil para estabelecer argumentos que levam a uma compreensão correta da vacuidade, então, através do uso da meditação, pode-se alcançar a gnose não-conceitual que não depende da razão. Para Chandrakirti, no entanto, isso está errado, porque a meditação sobre a vacuidade não pode envolver nenhum objeto. O papel da razão aqui é negar qualquer essência ou visões essencialistas, e então, eventualmente, negar a si mesma junto com qualquer proliferação conceitual (prapañca).
Outra figura muito influente deste período inicial é Mabja Jangchub Tsöndrü (falecido em 1185), que escreveu um importante comentário sobre o Mūlamadhyamakakārikā de Nagarjuna. Mabja estudou sob o dharmakirtiano Chaba e também o estudioso de Candrakirti Patsab. Seu trabalho mostra uma tentativa de orientar um caminho intermediário entre seus pontos de vista, ele afirma a utilidade convencional do pramāṇa budista, mas também aceita os pontos de vista prasangika de Candrakirti. A erudição acadêmica madiamaca de Mabja foi muito influente em madiamicas tibetanos posteriores, como Longchenpa, Tsongkhapa, Gorampa e Mikyö Dorje.
Existem várias escolas budistas tibetanas ou ordens monásticas. De acordo com Georges B. J. Dreyfus, dentro do pensamento tibetano, a escola Sakya mantém uma posição filosófica majoritariamente antirealista (que vê saṁvṛtisatya / verdade convencional como uma ilusão), enquanto a escola Gelug tende a defender uma forma de realismo (que aceita que a verdade convencional é em certo sentido real e verdadeiro, mas originado de forma dependente). As escolas Kagyu e Nyingma também tendem a seguir o antirrealismo sakya (com algumas diferenças).

### Natureza de Buda e Shentong
O século XIV viu um interesse crescente nos textos e doutrinas da Natureza de Buda. Isso pode ser visto na obra do terceiro Kagyu Karmapa Rangjung Dorje (1284-1339), especialmente em seu tratado "Profundo Significado Interior". Este tratado descreve a natureza última ou talidade como a natureza de Buda, que é a base para o nirvana e o samsara, radiante em natureza e vazio em essência, superando o pensamento.
Dolpopa (Dol-bo-ba, 1292–1361), fundador da escola Jonang, desenvolveu uma visão chamada shentong (Wylie: gzhan stong, 'vazio de outro'), que está intimamente ligada às teorias iogacharas e da natureza búdica. Essa visão sustenta que as qualidades do estado de Buda ou Natureza de Buda já estão presentes na mente, e que ela está vazia de toda realidade convencional que oculta sua própria natureza como estado de Buda ou Dharmakaya. De acordo com Dolpopa, diz-se que todos os seres têm a Natureza de Buda, que é real, imutável, permanente, não condicionada, eterna, bem-aventurada e compassiva. A visão shentong de Dolpopa ensinava que a realidade última era verdadeiramente um "Grande Self" ou "Eu Supremo" referindo-se a obras como o Mahāyāna Mahāparinirvāṇa Sūtra, o Aṅgulimālīya Sūtra e o Śrīmālādevī Siṃhanādaescolas, como os pensadores nyingmas e kagyus, e também foi amplamente criticada em alguns círculos por ser semelhante às noções hindus de Atman. A filosofia Shentong também foi exposta no Tibete e na Mongólia pelo posterior estudioso Jonang Tāranātha (1575-1634).
No final do século XVII, a ordem Jonang e seus ensinamentos foram atacados pelo 5º Dalai Lama, que converteu a maioria de seus mosteiros no Tibete à ordem Gelug, embora vários tenham sobrevivido em segredo.

### Gelug

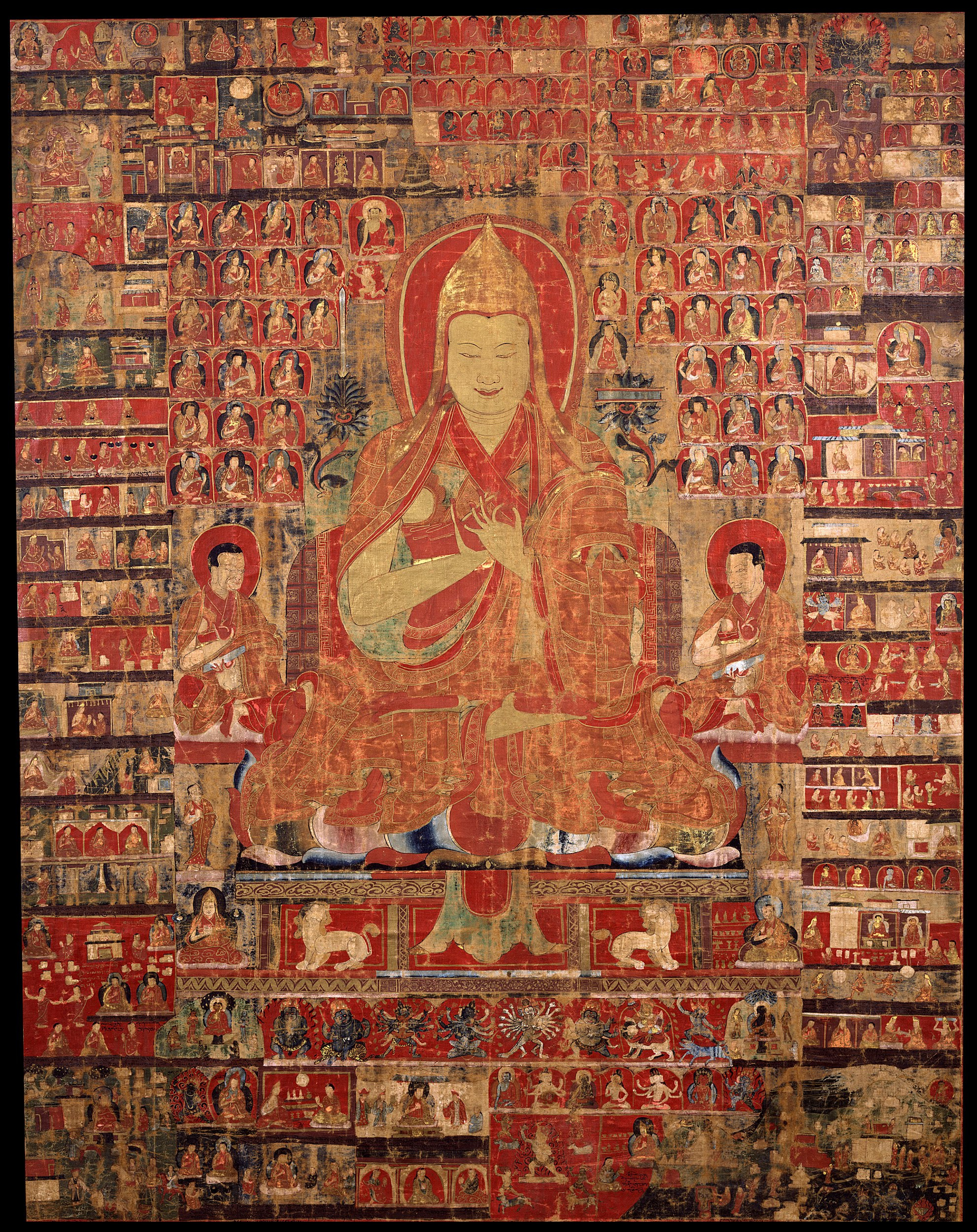
Tsongkapa, pintura do século XV, Museu de Arte Rubin

Je Tsongkhapa (Dzong-ka-ba) (1357–1419) fundou a escola Gelug do budismo tibetano, que passou a dominar o país através do gabinete do Dalai Lama e é o principal defensor da visão madiamaca prasaṅgika. Seu trabalho é influenciado pela filosofia de Candrakirti e Dharmakirti. A magnum opus de Tsongkhapa é O Oceano do Raciocínio, um Comentário sobre Mulamadhyamakakarika de Nagarjuna. A filosofia guelupa é baseada no estudo dos textos madiamacas e nas obras de Tsongkhapa, bem como no debate formal (rtsod pa).
Tsongkhapa defendeu Prasangika Madhyamaka como a visão mais elevada e criticou o Svatantrika. Tsongkhapa argumentou que, porque o Svatantrika convencionalmente estabelece as coisas por suas próprias características, eles não conseguem entender completamente a vacuidade dos fenômenos e, portanto, não alcançam a mesma realização. Baseando-se em Chandrakirti, Tsongkhapa rejeitou os ensinamentos de Iogachara, mesmo como um ponto de partida provisório para a visão madiamaca. Tsongkhapa também criticava a visão Shengtong de Dolpopa, que ele via como perigosamente absolutista e, portanto, fora do caminho do meio. Tsongkhapa identificou duas grandes falhas nas interpretações de Madhyamika, a subnegação (de svabhava ou essência própria), que pode levar ao Absolutismo, e a supernegação, que pode levar ao Niilismo. A solução de Tsongkhapa para este dilema foi a promoção do uso do raciocínio inferencial apenas dentro do domínio convencional da estrutura das duas verdades, permitindo o uso da razão para a ética, regras monásticas convencionais e promovendo um realismo epistêmico convencional, mantendo que, do ponto de vista da verdade suprema (paramarthika satya), todas as coisas (incluindo a Natureza de Buda e Nirvana) são vazias de existência inerente (svabhava), e que a verdadeira libertação é essa percepção da vacuidade.
Estudiosos de Sakya como Rongtön e Gorampa discordaram de Tsongkhapa e argumentaram que a distinção prasangika svatantrika era meramente pedagógica. Gorampa também criticou o realismo de Tsongkhapa, argumentando que as estruturas que permitem que um objeto vazio seja apresentado como convencionalmente real eventualmente se dissolvem sob análise e são, portanto, não estruturadas e não conceituais (spros bral). Os alunos de Tsongkhapa Gyel-tsap, Kay-drup e Ge-dun-drup estabeleceram um realismo epistemológico contra o antirrealismo dos estudiosos sakyas.

### Sakya
Sakya Pandita (1182–1251) foi um chefe da escola Sakya e governante do Tibete do século XIII. Ele também foi um dos filósofos budistas mais importantes na tradição tibetana, escrevendo trabalhos sobre lógica e epistemologia e promovendo o Pramanavarttika ("Comentário sobre Cognição Válida") de Dharmakirti como central para o estudo escolástico. O "Tesouro da Lógica da Cognição Válida" de Sakya Pandita (Tshad ma rigs pa'i gter) estabeleceu a clássica posição epistêmica anti-realista de Sakya, argumentando que conceitos como universais não são conhecidos através de cognição válida e, portanto, não são objetos reais de conhecimento. Sakya Pandita também criticava as teorias do despertar repentino, que eram defendidas por alguns professores da "Grande Perfeição Chinesa" no Tibete.

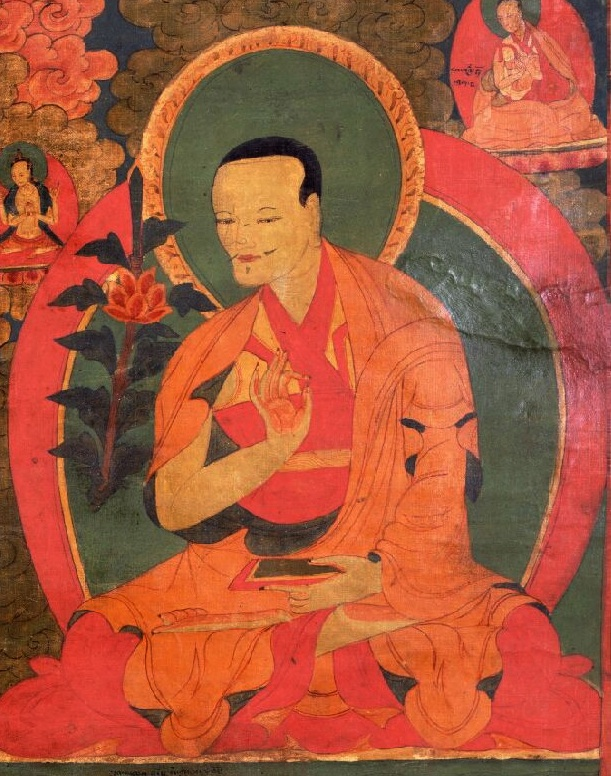
Gorampa Sonam Senge

Sakyas posteriores como Gorampa (1429–1489) e Sakya Chokden (1428–1507) desenvolveriam e defenderiam o antirrealismo sakya, e são vistos como os principais intérpretes e críticos da filosofia de Sakya Pandita. Sakya Chokden também criticou a interpretação de Tsongkhapa de Madiamaca e Shentong de Dolpopa. Em sua Determinação definitiva do caminho do meio, Chokden criticou a visão de Tsongkhapa como sendo muito logocêntrica e ainda presa na conceituação sobre a realidade última que está além da linguagem. A filosofia de Sakya Chokden tentou reconciliar os pontos de vista do Iogachara e Madiamaca, vendo-os como perspectivas válidas e complementares sobre a verdade última. Madiamaca é visto por Chokden como removendo a falha de tomar o irreal como sendo real, e Iogachara remove a falha da negação da Realidade. Da mesma forma, as visões Shentong e Rangtong são vistas como complementares por Sakya Chokden; a negação rangtong é eficaz para eliminar todo o apego a visões erradas e retificações conceituais, enquanto Shentong é mais receptiva para descrever e aprimorar a experiência e a realização meditativas. Portanto, para Sakya Chokden, a mesma percepção da realidade última pode ser acessada e descrita de duas maneiras diferentes, mas compatíveis.

### Nyingma e Rimê

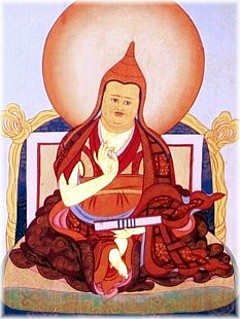
Jamgon Ju Mipham Gyatso.

A escola Nyingma é fortemente influenciada pela visão do Dzogchen (Grande Perfeição) e pela literatura tântrica do Dzogchen. Longchenpa (1308–1364) foi um grande filósofo da escola Nyingma e escreveu um extenso número de trabalhos sobre a prática tibetana do Dzogchen e sobre o Tantra Budista. Estes incluem os Sete Tesouros, a Trilogia do Repouso Natural e sua Trilogia da Dissipação das Trevas. As obras de Longchenpa fornecem uma compreensão filosófica do Dzogchen, uma defesa do Dzogchen à luz dos sutras, bem como instruções práticas. Para Longchenpa, o fundamento da realidade é a claridade luminosa, rigpa, ou Natureza de Buda, e este fundamento é também a ponte entre sutra e tantra. A filosofia de Longchenpa buscou estabelecer os aspectos positivos do pensamento da natureza de Buda contra a teologia totalmente negativa de Madiamica sem se desviar para o absolutismo de Dolpopa. Para Longchenpa, a base para a prática do Dzogchen e do Tantra no Vajraiana é o "Solo" (gzhi), a natureza imanente de Buda, "a realidade primordialmente luminosa que é incondicionada e espontaneamente presente" a qual é "livre de todos os extremos elaborados".
O século XIX viu a ascensão do movimento Rimê (não sectário, imparcial) que procurou resistir às críticas da escola Gelug politicamente dominante das visões filosóficas Sakya, Kagyu, Nyingma e Bon, e desenvolver um sistema mais eclético ou universal de estudo textual. Jamyang Khyentse Wangpo (1820-1892) e Jamgön Kongtrül (1813-1899) foram os fundadores de Rimê. O movimento não sectário ganhou destaque em um ponto da história tibetana quando o clima religioso se tornou partidário. O objetivo do movimento era "um empurrão em direção a um meio-termo onde as várias visões e estilos das diferentes tradições fossem apreciados por suas contribuições individuais, em vez de serem refutados, marginalizados ou banidos". Filosoficamente, Jamgön Kongtrül defendeu Shentong como sendo compatível com Madiamaca, enquanto outro estudioso de Rimé, Jamgon Ju Mipham Gyatso (1846-1912) criticou Tsongkhapa de uma perspectiva nyingma. Mipham argumentou que a visão do caminho do meio é a Unidade (zung 'jug), o que significa que, da perspectiva final, a dualidade dos seres sencientes e Budas também é dissolvida. Mipham também afirmou a visão do rangtong (auto-vazio). O estudioso Nyingma posterior Botrul (1894-1959) classificou as principais posições tibetanas madiamacas como shentong ("vazio de outro"), nyingmas como rangtong ("vazio de si mesmo") e guelupas como bdentong ("vazio de existência verdadeira"). A principal diferença entre elas é seu "objeto de negação"; Shengtong afirma que a experiência inautêntica é vazia, rangtong nega qualquer referência conceitual e bdentong nega qualquer existência verdadeira.

O 14º Dalai Lama também foi influenciado por essa abordagem eclética. Tendo estudado com professores de todas as principais escolas budistas tibetanas, sua posição filosófica tende a ser que as diferentes perspectivas sobre a vacuidade são complementares:
"Há uma tradição de fazer uma distinção entre duas perspectivas diferentes sobre a natureza da vacuidade: uma é quando a vacuidade é apresentada dentro de uma análise filosófica da realidade última das coisas, caso em que deve ser entendida em termos de uma não-afirmação, de fenômenos negativos. Por outro lado, quando é discutida do ponto de vista da experiência, deve ser entendida mais em termos de uma negação afirmativa" – 14º Dalai Lama

## Budismo do Leste Asiático

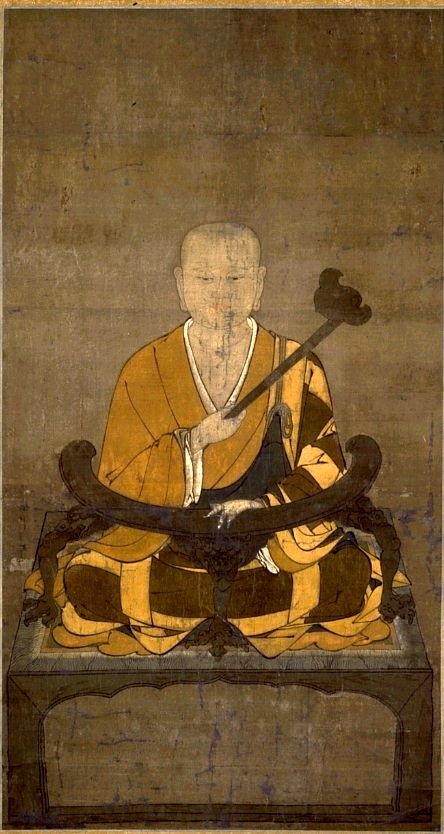
Pintura de Śramaṇa Zhiyi da escola Tiantai.

### Tiantai
Acredita-se que as escolas de budismo que existiam na China antes do surgimento do Tiantai representam transplantes diretos da Índia, com poucas modificações em suas doutrinas e métodos básicos. A escola Tiantai, fundada por Zhiyi (538-597), foi a primeira escola filosófica budista chinesa verdadeiramente única. A doutrina de Tiantai foi baseada na doutrina ekayana ou "um veículo" ensinada no sutra do Lótus e buscou reunir todos os ensinamentos e textos budistas em um sistema hierárquico abrangentemente inclusivo, que colocou o sutra de Lótus no topo dessa hierarquia.
A metafísica de Tiantai é um holismo imanente, que vê cada fenômeno, momento ou evento como condicionado e manifestado pelo toda da realidade. Cada instante de experiência é um reflexo de todos os outros e, portanto, sofrimento e nirvana, bem e mal, estado de Buda e maldade, estão todos "inerentemente implicados" um dentro do outro. Cada momento de consciência é simplesmente o próprio Absoluto, infinitamente imanente e autorreflexivo.
Esta metafísica está implicada no ensinamento Tiantai das "três verdades", que é uma extensão da doutrina das duas verdades de Madiamaca. As três verdades são: a verdade convencional da aparência, a verdade da vacuidade (shunyata) e a terceira verdade de 'o Centro exclusivo' (但中danzhong) ou caminho do meio, que está além da verdade e da vacuidade convencionais. Esta terceira verdade é o Absoluto e expressa pela afirmação de que nada é "Nem-Mesmo-Nem-Diferente" do que qualquer outra coisa, mas sim cada 'coisa' é a totalidade absoluta de todas as coisas manifestando-se como um particular, tudo está mutuamente contido dentro cada coisa. Tudo é um reflexo de 'A Realidade Suprema de Todas as Aparências' (諸法實相 zhufashixiang) e cada pensamento "contém três mil mundos". Essa perspectiva permite que a escola Tiantai declare coisas aparentemente paradoxais como "o mal é inerradicável do bem maior, o estado de Buda". Além disso, em Tiantai, nirvana e samsara são, em última análise, os mesmos; como Zhiyi escreve: "Uma única realidade pura é tudo o que existe – nenhuma entidade existe fora dela."
Embora Zhiyi tenha escrito "Um pensamento contém três mil mundos", isso não implica idealismo subjetivo. De acordo com Zhiyi, "Os objetos dos [verdadeiros] aspectos da realidade não são algo produzido por Budas, deuses ou homens. Eles existem inerentemente por conta própria e não têm começo” (O Sentido Esotérico, 210). Esta é então uma forma de realismo, que vê a mente tão real e objetiva quanto o mundo, interconectada e inseparável dele. No pensamento de Tiantai, a realidade última é simplesmente o mundo fenomenal de eventos interconectados ou darmas.
Outras figuras-chave do pensamento Tiantai são Zhanran (711-782) e Siming Zhili (960-1028). Zhanran desenvolveu a ideia de que os seres não sencientes têm natureza búdica, pois são também um reflexo do Absoluto. No Japão, esta escola era conhecida como Tendai e foi trazida pela primeira vez para a ilha por Saicho.

### Huayan

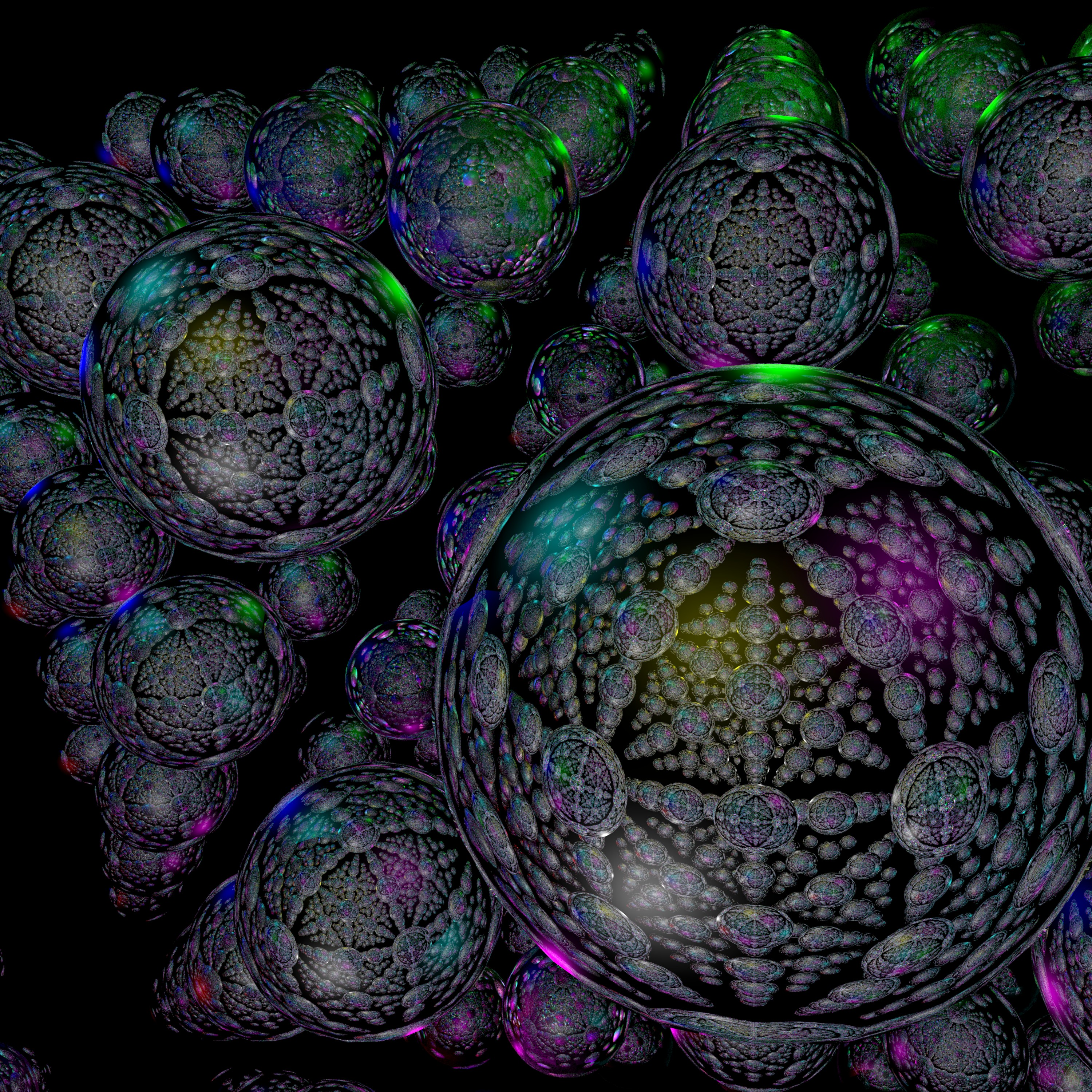
Uma renderização 3D da rede de Indra.

O Huayan desenvolveu a doutrina da "interpenetração" ou "coalescência" (Wylie: zung-'jug; sânscrito: yuganaddha), com base no Avataṃsaka Sūtra (Sutra da Guirlanda de Flores), uma escritura maaiana. Huayan sustenta que todos os fenômenos (sânscrito: dharmas) estão profundamente interconectados, surgindo mutuamente e que cada fenômeno contém todos os outros fenômenos. Várias metáforas e imagens são usadas para ilustrar essa ideia. A primeira é conhecida como rede de Indra. A rede é cravejada de joias que têm a extraordinária propriedade de refletir todas as outras joias, enquanto os reflexos também contêm todos os outros reflexos, ad infinitum. A segunda imagem é a do texto do mundo ou texto cósmico. Esta imagem retrata o universo como consistindo de um enorme texto que é tão grande quanto o próprio universo. As palavras do texto são compostas pelos fenômenos que compõem o mundo. No entanto, cada átomo do mundo contém todo o texto dentro dele. É o trabalho de um Buda divulgar o texto para que os seres possam ser libertados do sofrimento. Assim também, todo o cosmos é um sutra e cada sutra, mantra ou letra emitida condensa em si o sutra completo do cosmos. Essa imagem tem origem no sutra Avatamsaka e foi também desenvolvida por Kūkai posteriormente. Ambas refletem os conceitos de interpenetração vertical (Huayan: lishi wuai, Kegon: riji-muge), entre princípio e fenômenos, e de interpenetração horizontal (Huayan: shishi wuai, Kegon: jiji-muge), em que cada fenômeno contém dentro de si todos os outros fenômenos, de forma interdependente e em mútua não obstrução.
Fazang (Fa-tsang, 643-712), um dos mais importantes pensadores Huayan, escreveu 'Ensaio sobre o Leão de Ouro' e 'Tratado sobre os Cinco Ensinamentos', que contêm outras metáforas para a interpenetração da realidade. Ele também usou a metáfora de uma casa de espelhos. Fazang introduziu a distinção entre "o Reino dos Princípios" e "o Reino das Coisas". Esta teoria foi desenvolvida por Cheng-guan (738-839) na principal tese Huayan do "dharmadhatu quádruplo" (reino do darma): o Reino do Princípio, o Reino das Coisas, o Reino da Não-Interferência entre o Princípio e as Coisas, e o Reino da Não-Interferência de Todas as Coisas. Os dois primeiros são o universal e o particular, o terceiro é a interpenetração do universal e o particular, e o quarto é a interpenetração de todos os particulares. A terceira verdade foi explicada pela metáfora de um leão dourado: o ouro é o universal e o particular é a forma e as feições do leão.
Enquanto tanto Tiantai quanto Huayan sustentam a interpenetração e interconexão de todas as coisas, sua metafísica tem algumas diferenças. A metafísica huayan é influenciada pelo pensamento Iogachara e está mais próxima do idealismo. O sutra Avatamsaka compara o mundo fenomenal a um sonho, uma ilusão e a conjuração de um mago. O sutra afirma que nada tem verdadeira realidade, localização, começo e fim, ou natureza substancial. O Avatamsaka também afirma que "O mundo triplo é ilusório – é feito apenas por uma mente", e Fazang ecoa isso escrevendo: "fora da mente não há uma única coisa que possa ser apreendida". Além disso, de acordo com o pensamento huayan, cada mente cria seu próprio mundo "de acordo com seus padrões mentais", e "esses mundos são infinitos em espécie" e constantemente surgem e desaparecem. No entanto, em Huayan, a mente também não é real, mas também vazia. A verdadeira realidade em Huayan, o númeno, ou "Princípio", é comparado a um espelho, enquanto os fenômenos são comparados a reflexos no espelho. Também é comparado ao oceano e os fenômenos às ondas.
Na Coreia, essa escola era conhecida como Hwaeom e é representada na obra de Wonhyo (617-686), que também escreveu sobre a ideia de Essência-Função, um tema central no pensamento budista coreano. No Japão, Huayan é conhecido como Kegon e um de seus principais proponentes foi Myōe, que também introduziu as práticas tântricas.

### Chan e Budismo Japonês
A filosofia do Budismo Chan chinês e do Zen japonês é baseada em várias fontes; estes incluem Madiamaca chinês (Sānlùn), Iogachara (Wéishí), o Laṅkāvatāra Sūtra e os textos da natureza de Buda. Uma questão importante no Chan é a do subitismo ou "despertar súbito", a ideia de que o insight acontece de uma só vez em um lampejo de entendimento. Essa visão foi promovida por Shenhui e é uma questão central discutida no Sutra da Plataforma, uma escritura chan chave composta na China.
A filosofia Huayan também influenciou Chan. A teoria do Dharmadhatu Quádruplo influenciou as Cinco Graus de Dongshan Liangjie (806–869), o fundador da linhagem chan Caodong. Guifeng Zongmi, que também foi um patriarca do budismo Huayan, escreveu extensivamente sobre a filosofia de Chan e sobre o sutra Avatamsaka.
O budismo japonês durante os séculos VI e VII viu um aumento na proliferação de novas escolas e formas de pensamento, um período conhecido como as seis escolas de Nara (Nanto Rokushū). O Período Kamakura (1185–1333) também viu outra onda de atividade intelectual. Durante este período, a figura influente de Nitiren (1222–1282) tornou a prática e a mensagem universal do Sutra do Lótus mais prontamente disponíveis para a população. Ele é de particular importância na história do pensamento e da religião, pois seus ensinamentos constituem uma seita separada do budismo, uma das únicas grandes seitas que se originaram no Japão.:xi
Também durante o período Kamakura, o fundador do Soto Zen, Dogen (1200–1253), escreveu muitos trabalhos sobre a filosofia do Zen, e o Shobogenzo é sua obra-prima. Na Coreia, Chinul foi um importante expoente do budismo Seon na mesma época.

### Budismo Esotérico

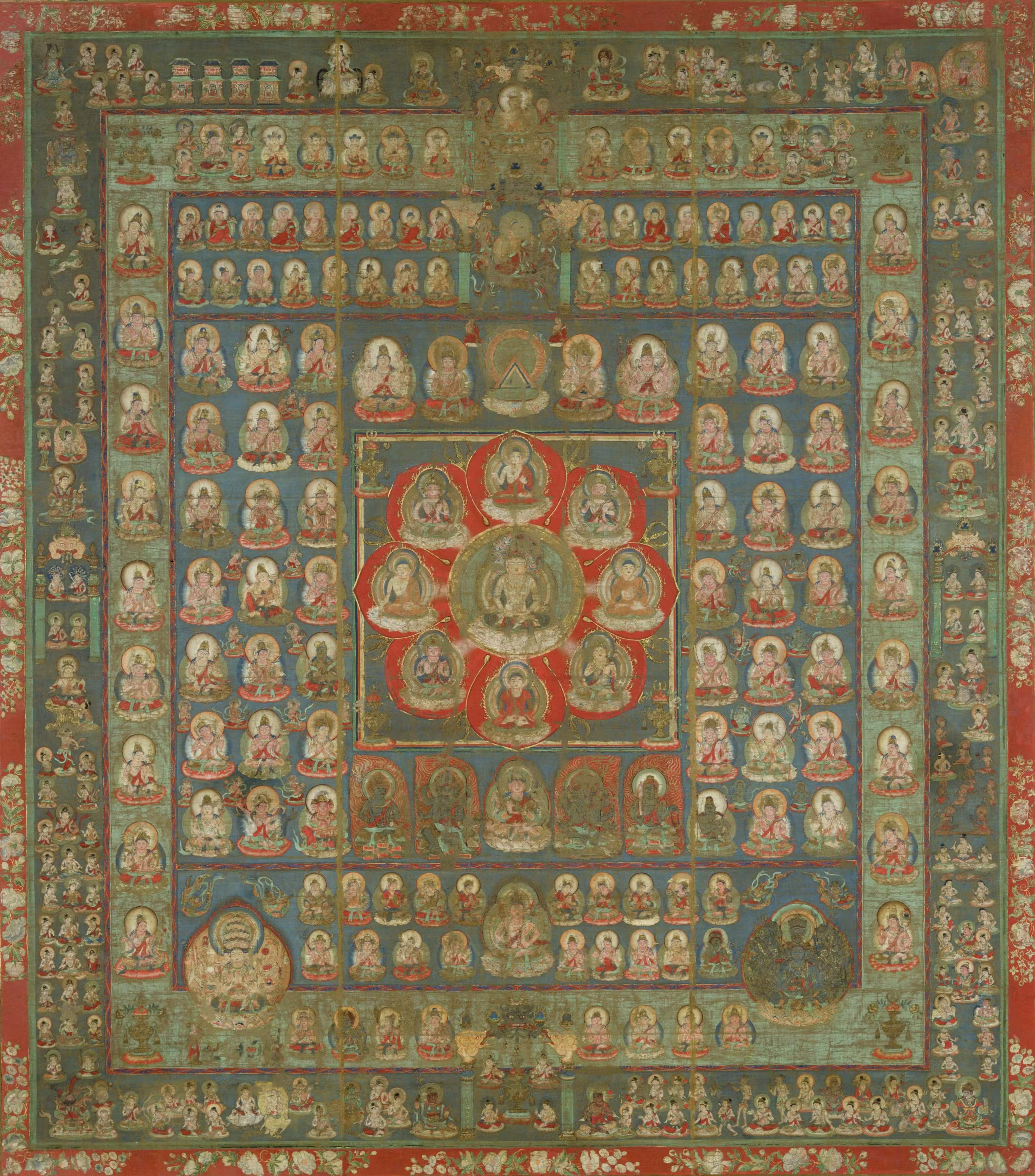
A mandala Garbhadhatu. A praça central representa o estágio jovem do Buda Vairocana.

Os budismos esotéricos dão ênfase ao rito em práticas de corpo, fala e mente: mudra, mantra e mandala, porque todo o Cosmos é considerado uma manifestação dos Três Mistérios ou Segredos: Corpo, Fala e Mente de Buda Primordial. O budismo tântrico chegou à China no século VII, durante a dinastia Tang. Na China, esta forma de budismo é conhecida como Mìzōng (密宗), ou "Escola Secreta", e Zhenyan ("palavra verdadeira", sânscrito: Mantrayana). Kūkai (AD774–835) foi um importante filósofo budista japonês e fundador da escola tântrica Shingon ("palavra verdadeira") no Japão. Ele escreveu sobre uma ampla variedade de tópicos, como políticas públicas, linguagem, artes, literatura, música e religião. Depois de estudar na China com Huiguo, Kūkai reuniu vários elementos em um sistema filosófico coeso de Shingon.
A filosofia de Kūkai é baseada no Mahavairocana Tantra e no Vajrasekhara Sutra (ambos do século VII). Seu Benkenmitsu nikkyôron ("Tratado sobre as Diferenças entre Ensinamentos Esotéricos e Exotéricos") descreve a diferença entre o budismo maaiana exotérico, convencional (kengyô) e o budismo tântrico esotérico (mikkyô). Kūkai forneceu a estrutura teórica para as práticas budistas esotéricas do Mantraiana, preenchendo a lacuna entre a doutrina dos sutras e as práticas tântricas. Na base do pensamento de Kūkai está a doutrina Trikaya, que sustenta que existem três "corpos do Buda".
De acordo com Kūkai, o budismo esotérico tem o Dharmakaya (Jpn: hosshin, personificação da verdade) como sua fonte, que está associado ao Buda Vairocana (Dainichi). Hosshin é a realidade e a verdade absolutas corporificadas. Hosshin é principalmente inefável, mas pode ser experimentado através de práticas esotéricas, como mudras e mantras. Embora o Maaiana seja ensinado pelo Buda histórico (nirmankaya), ele não tem a realidade última como fonte ou as práticas para experimentar a verdade esotérica. Para Shingon, de uma perspectiva iluminada, todo o mundo fenomenal em si também é o ensinamento de Vairocana. O corpo do mundo, seus sons e movimentos, é o corpo da verdade (Darma) e, além disso, também é idêntico ao corpo pessoal do Buda cósmico. Para Kūkai, mundo, ações, pessoas e Budas fazem parte do monólogo cósmico de Vairocana, são a verdade sendo pregada, para suas próprias manifestações. Este é o hosshin seppô (literalmente: "a exposição do dharmakâya do Darma") que pode ser acessado através do mantra que é a linguagem cósmica de Vairocana emanando através da vibração cósmica concentrada em som. Em um sentido amplo, o próprio universo é um enorme texto expressando a verdade suprema (Darma) que deve ser "lido".
Dainichi significa "Grande Sol" e Kūkai usa isso como uma metáfora para o grande Buda primordial, cujo ensinamento e presença ilumina e permeia tudo, como a luz do sol. Essa presença imanente também significa que todo ser já tem acesso ao estado liberto (hongaku) e à natureza búdica, e que, por causa disso, existe a possibilidade de “tornar-se Buda nesta existência encarnada” (sokushinjôbutsu). Isso é alcançado por causa da relação não-dual entre o macrocosmo de Hosshin e o microcosmo do praticante de Shingon.
A exposição de Kūkai do que tem sido chamado de "metafísica" de Shingon é baseada nos três aspectos da verdade cósmica ou Hosshin―corpo, aparência e função. O corpo são os elementos físicos e mentais, que são o corpo e a mente do Buda cósmico e que também é vazio (Shunyata). O universo físico para Shingon contém os eventos mentais e físicos interconectados. O aspecto da aparência é a forma do mundo, que aparece como mandalas de reinos interconectados e é retratada na arte da mandala, como a mandala do Reino do Útero. A função é o movimento e a mudança que acontece no mundo, o que inclui a mudança de formas, sons e pensamentos. Essas formas, sons e pensamentos são expressos pelo praticante de Shingon em vários rituais e práticas tântricas que lhes permitem se conectar e interagir com Dainichi e, portanto, alcançar a libertação aqui e agora.

## Filosofia moderna

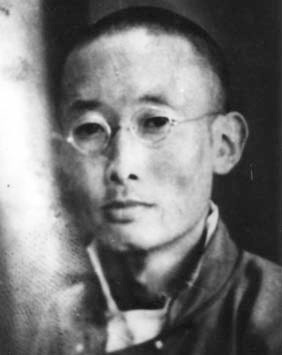
Um retrato de Gendün Chöphel na Índia, 1936.

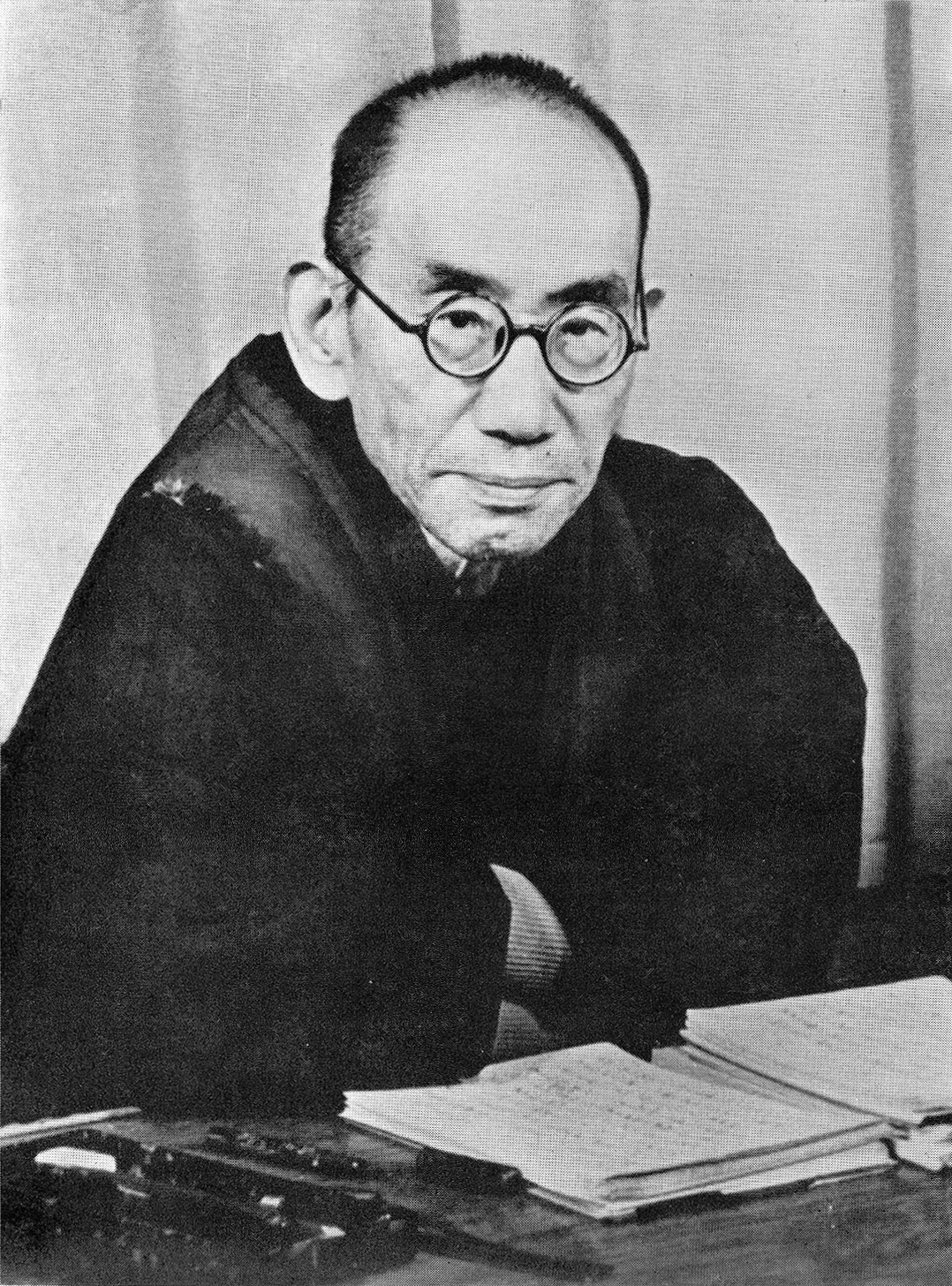
Kitarō Nishida, professor de filosofia na Universidade de Kyoto e fundador da Escola de Kyoto.

No Sri Lanka, modernistas budistas como Anagarika Dharmapala (1864–1933) e o convertido americano Henry Steel Olcott procuraram mostrar que o budismo era racional e compatível com as ideias científicas modernas, como a teoria da evolução. Dharmapala também argumentou que o budismo incluía um forte elemento social, interpretando-o como liberal, altruísta e democrático.
Um filósofo posterior do Sri Lanka, K. N. Jayatilleke (1920–1970), escreveu o relato moderno clássico da epistemologia budista (Early Buddhist Theory of Knowledge, 1963). Seu aluno David Kalupahana escreveu sobre a história do pensamento e da psicologia budistas. Outros importantes pensadores budistas do Sri Lanka incluem Ven Ñāṇananda (Concept and Reality), Walpola Rahula, Hammalawa Saddhatissa (Buddhist Ethics, 1987), Gunapala Dharmasiri (A Buddhist critique of the Christian concept of God, 1988), P. D. Premasiri e R. G. de S. Wettimuny.
Na China do século XX, o modernista Taixu (1890–1947) defendeu uma reforma e renascimento do budismo. Ele promoveu a ideia de uma Terra Pura Budista, não como um lugar metafísico na cosmologia budista, mas como algo possível de criar aqui e agora neste mesmo mundo, que poderia ser alcançado através de um "Budismo para a Vida Humana" (em chinês: 人生佛教, rénshēng fójiào) que estava livre de crenças sobrenaturais. Taixu também escreveu sobre as conexões entre a ciência moderna e o budismo, afirmando que "os métodos científicos só podem corroborar a doutrina budista, eles nunca podem avançar além dela". Como Taixu, Yin Shun (1906–2005) defendeu uma forma de budismo humanista fundamentada na preocupação com questões humanitárias, e seus alunos e seguidores foram influentes na promoção do Budismo Humanista em Taiwan. Este período também viu um renascimento do estudo de Weishi (Iogachara), por Yang Rensan (1837–1911), Ouyang Jinwu (1871–1943) e Liang Shuming (1893–1988).
Um dos pensadores modernistas mais influentes do budismo tibetano é Gendün Chöphel (1903-1951), que, segundo Donald S. Lopez Jr., "foi sem dúvida o intelectual tibetano mais importante do século XX". Gendün Chöphel viajou por toda a Índia com o budista indiano Rahul Sankrityayan e escreveu uma grande variedade de material, incluindo obras que promovem a importância da ciência moderna para seus compatriotas tibetanos e também textos filosóficos budistas, como Adorno para o Pensamento de Nagarjuna.
No sudeste da Ásia, pensadores como Buddhadasa, Thích Nhất Hạnh, Sulak Sivaraksa e Aung San Suu Kyi promoveram uma filosofia do budismo engajado socialmente e escreveram sobre a aplicação sociopolítica do budismo. Da mesma forma, as abordagens budistas à ética econômica (economia budista) foram exploradas nos trabalhos de E. F. Schumacher, Prayudh Payutto, Neville Karunatilake e Padmasiri de Silva. O estudo da tradição páli abidama continuou a ser influente em Mianmar, onde foi desenvolvido por monges como Ledi Sayadaw e Mahasi Sayadaw.
A filosofia japonesa foi fortemente influenciada pelo trabalho da Escola de Kyoto que incluiu Kitaro Nishida, Keiji Nishitani, Hajime Tanabe e Masao Abe. Esses pensadores trouxeram ideias budistas em diálogo com a filosofia ocidental, especialmente os fenomenólogos e existencialistas europeus. A tendência mais importante no pensamento budista japonês após a formação da escola de Kyoto é o budismo crítico, que argumenta contra vários conceitos maaianas, como a natureza de Buda e a iluminação original. No budismo de Nitiren, o trabalho de Daisaku Ikeda também tem sido popular.
O japonês Zen Budista D. T. Suzuki (1870-1966) foi fundamental para trazer o zen budismo para o Ocidente e suas obras modernistas budistas foram muito influentes nos Estados Unidos. A visão de mundo de Suzuki era um zen budismo influenciado pelo romantismo e transcendentalismo, que promovia a liberdade espiritual como "uma consciência emancipatória espontânea que transcende o intelecto racional e a convenção social". Essa ideia do budismo influenciou os escritores beat, e um representante contemporâneo do romantismo budista ocidental é Gary Snyder. O monge budista Theravada americano Thanissaro Bhikkhu criticou o 'Romantismo Budista' em seus escritos.
Monásticos e sacerdotes budistas ocidentais como Nanavira Thera, Bhikkhu Bodhi, Nyanaponika Thera, Robert Aitken, Taigen Dan Leighton e Matthieu Ricard escreveram textos sobre filosofia budista. Uma característica do pensamento budista no Ocidente tem sido o desejo de diálogo e integração com a ciência e a psicologia modernas, e vários budistas modernos, como Alan Wallace, James H. Austin, Mark Epstein e o 14º Dalai Lama, trabalharam e escreveram sobre essa questão.
Outra área de convergência tem sido o budismo e o ambientalismo, que é explorado na obra de Joanna Macy. Outra tendência filosófica budista ocidental tem sido o projeto de secularização do budismo, como visto nas obras de Stephen Batchelor.
No Ocidente, a filosofia comparativa entre o pensamento budista e ocidental começou com o trabalho de Charles A. Moore, que fundou a revista Philosophy East and West. Acadêmicos ocidentais contemporâneos como Mark Siderits, Jan Westerhoff, Jonardon Ganeri, Miri Albahari, Owen Flanagan, Damien Keown, Tom Tillemans, David Loy, Evan Thompson e Jay Garfield escreveram vários trabalhos que interpretam as ideias budistas através da filosofia ocidental.

## Comparação com outras filosofias
Estudiosos como Thomas McEvilley, Christopher I. Beckwith, e Adrian Kuzminski identificaram influências cruzadas entre o budismo antigo e a filosofia grega do pirronismo. O filósofo grego Pirro passou 18 meses na Índia como parte da corte de Alexandre, o Grande, na conquista do oeste da Índia por Alexandre, onde antigos biógrafos dizem que seu contato com os gimnosofistas o levou a criar sua filosofia. Devido ao alto grau de semelhança entre a filosofia de Nāgārjuna e o pirronismo, particularmente as obras sobreviventes de Sexto Empírico, Thomas McEvilley suspeita que Nāgārjuna foi influenciado por textos gregos pirronistas importados para a Índia.
Baruch Spinoza, embora defendesse a existência de uma realidade permanente, afirma que toda existência fenomênica é transitória. Em sua opinião, a tristeza é conquistada "encontrando um objeto de conhecimento que não é transitório, nem efêmero, mas imutável, permanente, eterno". O Buda ensinou que a única coisa que é eterna é o Nirvana. David Hume, após uma análise implacável da mente, concluiu que a consciência consiste em estados mentais fugazes. A teoria do feixe de Hume é um conceito muito semelhante aos skandhas budistas, embora seu ceticismo sobre a causação o leve a conclusões opostas em outras áreas. A filosofia de Arthur Schopenhauer é paralela ao budismo em sua afirmação do ascetismo e da renúncia como resposta ao sofrimento e ao desejo (cf. O mundo como vontade e representação de Schopenhauer, 1818).
O "jogo de linguagem" de Ludwig Wittgenstein é muito semelhante ao aviso de que a especulação intelectual ou papañca é um impedimento à compreensão, como se encontra na Parábola da Flecha Venenosa budista. Friedrich Nietzsche, embora ele mesmo desprezasse o budismo como mais um niilismo, tinha uma visão impermanente semelhante do eu. As ideias de Heidegger sobre o ser e o nada têm sido sustentadas por alguns para ser semelhante ao budismo hoje.
Uma abordagem alternativa para a comparação do pensamento budista com a filosofia ocidental é usar o conceito do Caminho do Meio no budismo como uma ferramenta crítica para a avaliação das filosofias ocidentais. Desta forma, as filosofias ocidentais podem ser classificadas em termos budistas como eternalistas ou aniquilacionistas. Em uma visão budista, todas as filosofias são consideradas visões não essenciais (ditthis), às quais não se deve apegar.